# Calahorra
Calahorra es una ciudad española de la comunidad autónoma de La Rioja, perteneciente a su comarca homónima, la cual se sitúa a su vez, dentro de la Rioja Baja. Tiene 25 661 habitantes, según los datos del INE a principios de 2022, una extensión de 91,41 km² y una densidad poblacional de 262,68 hab/km². Ostenta los títulos de Muy Noble, Muy Leal y Fiel Ciudad. Desde los siglos IV-V, es sede de la diócesis de su mismo nombre, que en tiempos pasados llegaba hasta el Cantábrico. Es la segunda ciudad de la comunidad autónoma de La Rioja en importancia y población tras la capital, Logroño, y la más importante dentro de la Rioja Baja.
Destaca por su producción agrícola, sus viñedos y su antigüedad. Asentada sobre el poblado vascón de Kalakorikos, fue la importante ciudad romana de Calagurris Nassica Iulia que se hizo famosa con el asedio de Pompeyo, pues prefirió que murieran de hambre casi todos sus habitantes antes que rendirse al enemigo (esta es la Fames Calagurritana simbolizada por la Matrona), y por su ceca que mantuvo hasta la Edad Media. Por ello ofrece una gran variedad de monumentos y rasgos históricos, fundamentalmente romanos. 
Calahorra, además, es cuna del gran maestro en oratoria Marco Fabio Quintiliano, autor de varios textos y maestro en la corte romana, y de uno de los mejores poetas cristianos de la Antigüedad, Aurelio Prudencio, autor del Peristephanon, catorce himnos dedicados a santos mártires (entre los que se encuentran los patronos de Calahorra: san Emeterio y san Celedonio). Como curiosidad, en honor a la ciudad se le otorgó a un cráter de Marte el nombre de Calahorra.

## Toponimia
La primera referencia documental a Calahorra se halla en Livio, después en Estrabón, en el itinerario de Antonino. Su importancia llega hasta el año 465 según Tovar. Este también indica que en monedas indígenas aparece kalakoŕikoś (en escritura ibérica: ), siendo este un étnico en nominativo plural.
En una bula de 1199, por la que se concedían privilegios al monasterio de San Millán de la Cogolla, aparece nombrado Calagurra.
La etimología del nombre de la ciudad siempre ha suscitado polémicas entre los historiadores desde tiempos antiguos. De esta manera, ya a comienzos del siglo XVIII el fraile Mateo Anguiano, en su libro del año 1701 titulado Compendio historial de la provincia de la Rioja, decía que había autores, los cuales deducían que su nombre era arábigo y significaba castillo libre y quienes esgrimían que la ciudad se había llamado primero Cala para luego añadirle Forra y llamarse calaforra. Si bien Mateo Anguiano reconoce que el nombre primitivo había sido siempre ya desde época romana Calagurris, que más tarde derivaría en Calahorra.
Teorías más recientes afirman que existe en el idioma caldeo el término gurri, cuyo significado es 'pueblo', pero anteponiendo a esta la palabra CALA, que en los principales idiomas antiguos significaba o era común a las ciudades fortificadas, obtendremos que la palabra CALAGURRIS quiere decir ciudad o pueblo amurallado. Gavel propone un origen en el vasco gara-gorri, 'altura roja'; Vendryes del céltico cala-uri, 'fortaleza del pueblo', igual que Dauzat pero este indica procedencia desde el ligur; Galmés plantea el significado de 'castillo rojo'. Alarcos desestima todas las anteriores y concluye, siguiendo a Menéndez Pidal y al citado Gavel, que el topónimo tiene etimología vasca y equivale a 'pueblo o barrio antiguo, de las alturas'. Esta ha sido una de las etimologías más aceptadas junto a una similar que indica que CALAGURRIS viene de las etimologías CALL ('elevación') y GUR ('ribera'), posponiendo a estas la palabra IS, cuyo significado es 'río'. De esta forma obtenemos la siguiente traducción: CALL GUR IS, 'Ciudad situada en una elevación junto a un río con sus correspondientes riberas'.
Recientemente (2011), Eduardo Aznar ha propuesto una etimología alternativa desde el euskera arcaico *kala-gorri, 'cerro pelado' o 'cerro rojo', con el paralelo del baztanés kaligorri, 'cabeza roja'.
Existe una Calagorris o Calagurris, identificada con la actual villa de Saint-Martory, comuna francesa del departamento de Alto Garona perteneciente a la región de Mediodía-Pirineos, actualmente Occitania.

## Símbolos
Los símbolos de la ciudad son:
- Bandera o pendón de Calahorra: La bandera de Calahorra consta de un fondo blanco con una cruz de color rojo, en medio de la cual se sitúa el escudo de la ciudad.[14] El privilegio de usar bandera fue concedido a la ciudad, al ser reconquistada por García Sánchez III de Pamplona a los musulmanes en 1045.[15] No obstante, el documento más antiguo que describe el pendón, es un acta de su ayuntamiento de junio de 1550, que dice así: «Probeyeron que se faga una bandera grande de ynfanteria de tafetantes entre dobles para la ciudad que tenga una cruz colorada y en medio della tenga un escudo con las armas de la ciudad». Es decir, en este texto se describe la bandera como se configura oficialmente en la actualidad, con una cruz de color rojo y las armas en el punto medio. En el año 1639 el Calagurritano Melchor Díez de Fuenmayor recoge una leyenda en la que el monarca visigodo Wamba honra a Calahorra dejándole su estandarte, que era de color damasco morado, además de tener otros añadidos como dieciséis espadas. Debido a este estandarte desconocido y a la tradición de la Corona de Castilla, se ha utilizado una bandera de la ciudad constituida por un reverso de color morado junto con la leyenda «Noble y antigua y leal ciudad de Calahorra» en letras oro y en elipse ocupando su centro, manteniendo la cruz de color rojo sobre fondo blanco descrita en 1550 en su anverso.[14] Si bien esta bandera con dicho reverso no constituye su enseña oficial,[14] si se incluía en el informe para la elaboración de una bandera de Calahorra conforme a como era en el pasado y que fue encargado en 1950 al Instituto de Estudios Riojanos, mediante el cual se intentó oficializar sin éxito a mediados del siglo XX.[16][14] El procedimiento para la oficialización de la bandera de Calahorra fue iniciado en el año 2020,[17] realizándose para ello un estudio histórico de la Real Academia de la Historia, la cual dictaminó una configuración de la misma igual a la original, que se describe en el año 1550.[14]
- Escudo de Calahorra: Es de los denominados «redondeado o español». Trae acuartelado: en el 1.º de azur dos fisuras con gotas de sangre, simbolizando el martirio de los santos patronos; en el 2.º de gules dos espadas cruzadas, como representación del mismo martirio. Por timbre lleva la corona mural, y flanquea el escudo la divisa, reducida a San Emeterio y San Celedonio. Por propios méritos, Calahorra cuenta con los títulos de los que muy pocas ciudades pueden gloriarse. Tal vez los más importantes sean los de: Muy Noble, Muy Leal y Fiel.[9] El escudo de la ciudad, al igual que otros, deriva directamente de su sello concejil usado en la Edad Media y constituido por las figuras de los patrones de la localidad, San Emeterio y San Celedonio, que con el transcurso del tiempo derivaría en una representación simbólica de los mismos. Este se terminaría de configurar en su imagen actual en el siglo XVI. Existe asimísmo una heráldica de Calahorra fantástica paralela, que describe el escudo de la ciudad como de origen romano, configurado de manera distinta y que es descrito por distintos autores como Pedro Medina en el siglo XVI, Menéndez Silva en el siglo XVII o en el XVIII por Mateo Anguiano en su libro de temática riojana del año 1704 titulado Compendio historial de provincia de La Rioja.[18] Al igual que la bandera de Calahorra, el escudo intentó oficializarse a mediados del siglo XX, pero en aquel momento se negó alegándose que su corona murada tenía contenido político, por vincularse esta con un símbolo republicano. Por todo ello la oficialización del mismo será solicitada nuevamente por el consistorio municipal en el año 2020, siendo esta vez aceptada.[14]
- Himno a Calahorra: la música fue compuesta por el maestro Arroyo, director de la banda municipal de música, y la letra fue escrita por Juan J. Ochoa García, cronista taurino. Letra:

Loor y gloria a ti, solar invicto
que orgulloso prevaleciste a Roma,
ganando con justicia el lema de tu escudo:
"Muy noble, muy leal y fiel ciudad de Calahorra"
Loor y gloria a ti, fértil matrona
por el regalo de tus campos prodigiosos,
por tu hombría de bien, el temple recio,
tu carácter jovial y generoso.

Loor y gloria a ti, mi soberana,
que airosa yergues la grácil figura,
de tu historia de plaza recoletas,
plagadas de blasones y cultural.

Calahorra, Calahorra, Calahorra,
madre de genios del lenguaje y la oratoria,
patria feliz de Santos y guerreros,
que amantísimos cubriéronte de gloria.

Este canto que brota de mis labios
y que nace en los pliegues de mi alma
va dedicado a ti, de gozo henchido,
dulcinea gentil, mi bella dama.

Calahorra, Calahorra, Calahorra.

- Himno a la bandera de Calahorra. Cabe destacar, que no hay que confundir el Himno a Calahorra con el Himno a la Bandera de Calahorra. Este último, solo es utilizado en el izado de dicha bandera.

## Historia
Las primeras noticias de asentamientos humanos en el territorio municipal datan del período musteriense, tal y como atestiguan los numerosos restos de industria lítica hallados en la zona. Los hallazgos realizados en el yacimiento de Sorbán indican que grupos procedentes de las emigraciones indoeuropeas se asentaron en la zona. Hay pruebas de un asentamiento celtíbero estable durante la Edad del Hierro.

### Edad Antigua
Hacia el siglo II a. C., el general romano Catón logró el sometimiento o la alianza a Roma de los pueblos del valle del Ebro. La primera noticia documental que se tiene es de principios del siglo II a. C., durante el proconsulado de L. Manlio Acidino 179 a. C., que la cita como ciudad celtibérica. Los autores antiguos acerca de la ciudad de Calagurris en cuanto a su adscripción étnica, la señalan como vascona (Ptol. 2, 6, 67. Str. 3, 4, 10). Pero, según Tito Livio, se entiende que el vasconum ager era el territorio de los Vascones y Calagurris no estaba incluida en él, por lo que por ello debía de pertenecer a otro grupo étnico. De esta forma, alrededor del año 76 a. C. (momento en que escribió su obra Estrabón, el autor más antiguo que menciona a esta ciudad como vascona) Calagurris se incorporaría dentro del territorio vascón. Hecho que se sitúa a la finalización del conflicto sertoriano, puesto que los Vascones apoyaron a Pompeyo, mientras que Calagurris fue fiel a Sertorio, incluso después de fallecer este. Parece deducirse del anterior texto de Livio que los territorios situados al este de Calagurris, dependientes de las ciudades de Cascantum y Graccurris, serían ya territorio vascón en el año 76 a. C.
Entre el siglo I a. C. y el siglo II, la ciudad se documenta como vascona, como citan expresamente los geógrafos Estrabón (Str. III, 4, 10) y Ptolomeo (Ptol. 2. 6. 66). La etimología del término Kalagurris y otras circunstancias inducen a considerar a autores como los profesores Ramírez, Gómez Fraile, Velaza y otros una ascendencia vascona mucho más antigua, pero sin apoyar su hipótesis en ninguna base lingüística, ya que la denominación más antigua legada por las fuentes clásicas u otras como las numismáticas, la citan como kalakorikos, de indudable carácter céltico, probablemente berón por el sufijo «-ko». Kalakorikos parece ser un etnónimo aplicado a los calagurritanos del siglo I a. C.; es numismático y parece palabra céltica. Algunos autores como Villar le dan al término un valor de topónimo. Kalakorikos destacó como un importante centro urbano en el valle medio del Ebro. Según se deduce del relato Tito Livio (Liv. frag. XCI), durante las guerras Sertorianas, entre el 75 a. C. y el 74 a. C., Sertorio construyó un puente en esta ciudad que era su aliada en su lucha contra Pompeyo y Metelo Pío, quienes finalmente la sitiaron en el año 72 a. C., forzando la resistencia de los habitantes que, según la crónica de Salustio, recurrieron al canibalismo. Este hecho inspiró posteriormente a los escritores de Roma para conformar la leyenda histórica de La Matrona y de la fames calagurritana. La interpretación del texto de Livio también es origen de la discrepancia étnica de la ciudad en aquel periodo.

#### Calagurris Nassica Iulia
La reconstrucción de la ciudad se llevó a cabo en el antiguo núcleo original y al este del mismo. El período romano fue muy floreciente y favorecedor para la ciudad. La Calagurris inicial obtuvo el título de Násica (Nassica) en el año 171 antes de Cristo. Le fue otorgado por Publio Cornelio Escipión Nasica. Julio César le añadió el de Iulia poco tiempo después de su conquista, a mediados del siglo I antes de Cristo. Además, consiguió el patronazgo de Augusto. La fidelidad calagurritana a Roma y la fama de sus guerreros era tal que Augusto formó una guardia personal con soldados procedentes de Calagurris, además de licenciar a un destacamento, y la obtención de otros privilegios como el título de municipium civium Romanorum, el cual otorgaba a sus habitantes la plena ciudadanía romana.
La extensión de la ciudad trascendió las murallas de la misma, ubicada sobre el cerro que domina la vega, y obligó a la construcción de algunos edificios públicos, como el circo, fuera de las mismas. El circo se ubicaba en lo que hoy es el paseo del Mercadal. Calagurris, como cualquier ciudad romana relevante, tenía todos los servicios necesarios, templos, foros, termas, cloacas, teatros, anfiteatro... Fue también sede de la administración de justicia.
Su importancia estratégica le posibilitó el ser ceca cuarenta años después de su conquista. Se tiene constancia que se acuñó moneda al menos en tres períodos históricos, en las guerras sertorianas, en el reinado de Augusto y Tiberio y en época visigótica bajo el reinado de Suintila: treinta y tres modelos de monedas aproximadamente.

##### Lafames calagurritana

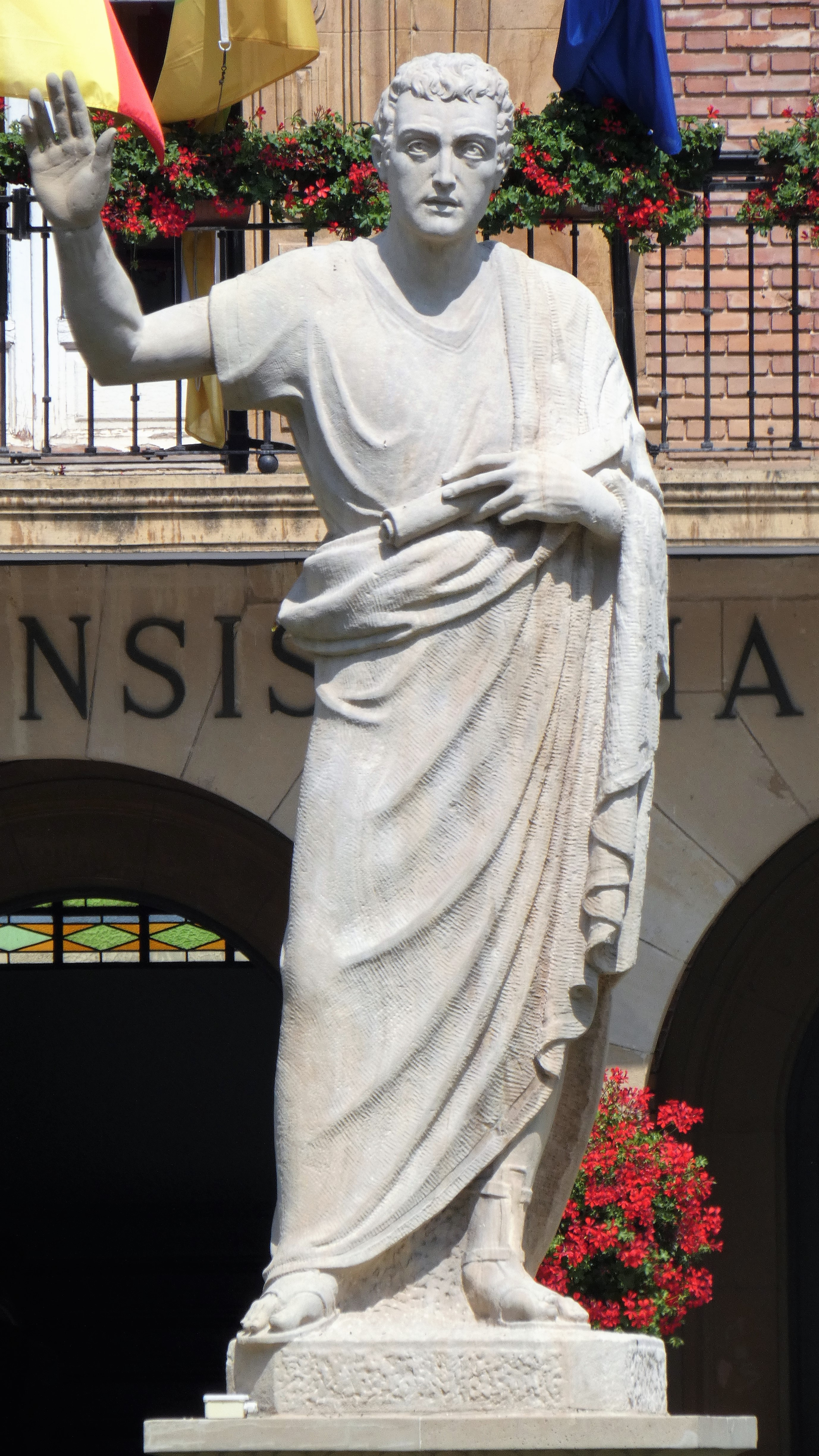
Monumento al orador Quintiliano, originario de Calahorra.

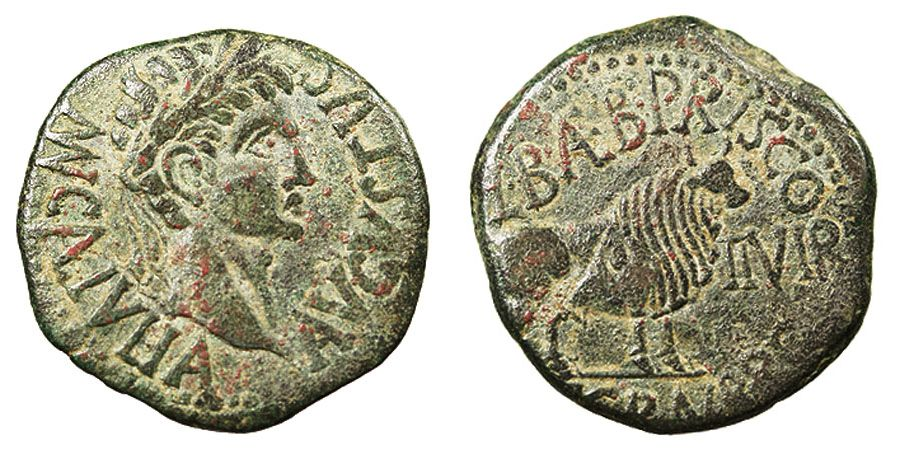
As acuñado en Calagurris Iulia en época imperial.

En el marco de las revueltas contra Pompeyo en Hispania en el año 72 antes de Cristo, varias ciudades, entre ellas Calahorra se mantuvieron leales a Sertorio resistiendo tras la muerte de su líder. la ciudad de Calagurris fue cercada por las tropas de Pompeyo sometiendola a un bloqueo total que propició una falta absoluta de víveres. La situación se alargó en el tiempo y el Consejo calagurritano se negó a rendir la ciudad al enemigo. La situación llegó a tal límite que se empezaron a dar casos de antropofagia.
Tras agotarse las reservas de agua y de alimento para los guerreros, alimento que llegó a consistir en esclavos, niños y mujeres, la ciudad se rindió sin condiciones a Lucio Afranio, Pompeyo había ido a Roma junto a Craso y Lúculo para sofocar definitivamente una revuelta de esclavos que se estaba eternizando, revuelta liderada por Espartaco. Las tropas entraron en la ciudad matando a los sobrevivientes y saqueando lo poco que quedaba.
El episodio, recogido por Valerio Máximo, devino a denominarse fames calagurritana, el hambre de Calahorra en castellano, y pasó a la historia como sinónimo de una gran hambruna y de la obcecación mostrada por lo calagurritanos. Tras este hecho, Augusto César a su vuelta a Roma desde Hispania llevó soldados de la cohorte calagurritana para guarda de su persona, de cuya lealtad estaba muy satisfecho y pagado.
La leyenda cuenta que a la entrada de los asaltantes solo había una mujer superviviente que se dedicó a mantener encendidos todos los hogares de la ciudad para engañar de esta forma a las tropas de Pompeyo. Cuando los soldados entraron a la ciudad y la fueron arrasando, llegaron a una casa donde encontraron a esa mujer sosteniendo un cuchillo en la mano derecha y un brazo humano en la mano izquierda, que herida por los soldados consiguió, muriendo después, encender el último hogar.
La figura de esta mujer se conoce con el nombre de Matrona y simboliza la resistencia de la ciudad y su lealtad. Una estatua en su recuerdo se alza en el paseo del Mercadal, se trata de una figura de mujer tallada en mármol blanco, con un cuchillo en la mano derecha y un brazo humano en la mano izquierda, a sus pies, en una placa, están las inscripciones «Prevalecí contra Cartago y Roma. Consiguió Calahorra de vencedora e invencible por la nobleza de su sangre, por su estirpe, por las ciencias, por sus virtudes y por su valor guerrero. Muy noble, muy leal y fiel ciudad de Calahorra».

### La Calahorra cristiana
Se estima que Calahorra, como una de las principales ciudades de Vasconia, fue evangelizada durante el Bajo Imperio Romano. El estudioso calagurritano Pedro Gutiérrez supone que el apóstol Santiago predicó en Calahorra la nueva doctrina y que san Pablo fundó la Iglesia Episcopal, dejando de regente a su discípulo san Félix.
La primera noticia del establecimiento del cristianismo en el municipio de Calahorra se tiene en referencia al martirio y ajusticiamiento de los que ahora son sus patrones, san Emeterio y san Celedonio, que fueron legionarios romanos que abrazaron la fe de Cristo, y como consecuencia de ello fueron decapitados. La leyenda cuenta que sus cabezas fueron arrojadas al río Ebro y que estas, en vez de ser arrastradas por la corriente, ascendieron río arriba. El martirio de estos soldados de las legiones romanas sucedió a finales del siglo III; pudo ser en la persecución de Diocleciano o en la de Valeriano cuando fueron encarcelados y puestos ante la alternativa de renunciar a su fe o abandonar la profesión militar. Se cree que sucedió en el lugar donde ahora se levanta la catedral de Santa María.
El poeta romano Prudencio da testimonio del martirio y muerte de los hermanos Emeterio y Celedonio, durante el reinado de Diocleciano en el siglo IV. Prudencio hace referencia al baptisterio que se construyó en el lugar de la ejecución de estos mártires del cristianismo. Este mismo autor, en su obra Peristephanon, I, de mediados del siglo IV, ya dice: 

¿os dais cuenta, vascones, entregados antaño a un grosero paganismo, de la sangre maravillosa que se ha hecho derramar...

 lo que da pie a estimar que para esa fecha Calahorra ya estaba cristianizada.
En el siglo IV se designa sede episcopal a la ciudad de Calahorra. De ella dependía un amplio territorio que, tal como describe Eliseo Sainz Ripa en su obra Sedes episcopales de La Rioja, 

...llegaba a comprender, en dirección oeste-este, las dos orillas del Ebro desde la desembocadura del Bayas en Miranda hasta Mendavia, y solamente la margen derecha desde Mendavia hasta Alfaro, junto a las aguas del Alhama en Alfaro; en dirección norte-sur, desde las aguas del mar Cantábrico incluyendo toda Vizcaya y Álava y parte de Guipúzcoa hasta la divisoria fluvial de los Cameros con sus cotas más altas de San Lorenzo y los puertos de Piqueras, Oncala y El Madero, en las proximidades del Moncayo donde se hallan Cervera y Magaña. Dentro del reino de Navarra se extendía hasta las villas de Desojo, Torralba y El Busto. Además de la franja de los valles vascos hasta el mar y las tierras de Eulate en Navarra. Esta extensión se mantuvo hasta el año 1861.

El mantenimiento de la residencia del obispo ha llegado a nuestros días, aunque ha habido intentos de traspasarla a la capital riojana, denominándose en la actualidad Diócesis de Calahorra y La Calzada-Logroño. Además, Ramiro I proclamó en el año 872 el Voto de Santiago en la catedral de Santa María, que estuvo vigente hasta la promulgación de la Constitución de las Cortes de Cádiz.

### Edad Media

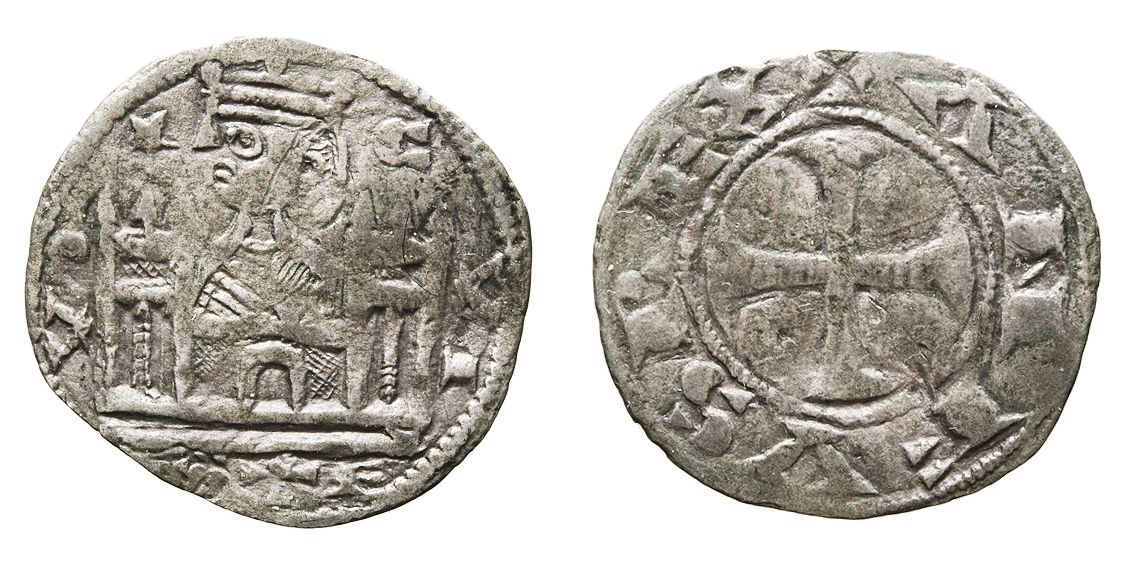
Dinero emitido en el reinado de Alfonso VIII. Marca: estrella y C a los lados. Podría haberse acuñado en Calahorra

En la dominación visigoda, el rey Leovigildo, años 568-586, entre otras ciudades de La Rioja, unió Calahorra a la Corona de los godos. Los musulmanes conquistaron la ciudad en el año 714 dejando su impronta en la agricultura y el urbanismo. La importancia estratégica de Calahorra también sería fundamental en la dominación árabe. Debido a ella fueron numerosas veces las que cambió de manos hasta que el 30 de abril de 1045 el rey García Sánchez III de Pamplona la conquistó y unió al reino de Nájera-Pamplona, antecesor del reino de Navarra. Como toda La Rioja, fue tierra codiciada por los reinos fronterizos de Castilla, Navarra y Aragón. Fue incorporada al Reino de Castilla por Alfonso VI, quien años después otorgó a la ciudad el Fuero municipal, aunque se mantuvieron las luchas fronterizas con Navarra y Aragón. Este rey consolidó Calahorra como cabeza del Obispado y engrandeció la diócesis al añadir las tierras vascas conquistadas a Navarra. Durante la Baja Edad Media, Calahorra perdió su importancia como fortaleza, aumentando, sin embargo, su valor como sede episcopal de una vasta diócesis, cuyo obispo era uno de los personajes más influyentes del reino, y como centro artesanal y comercial recibiendo el privilegio de mercado semanal por la gracia de Alfonso X. Así la Calahorra militar pasó a ser la Calahorra burguesa. A finales de la Edad Media la guerra entre Castilla y Navarra en el siglo XV devolvió cierto protagonismo a Calahorra. Con la anexión de Navarra por Fernando el Católico, en 1512, se pacificó definitivamente toda la zona.
Como fechas memorables para la ciudad, destaca el día de la proclamación del rey Enrique II de Castilla en 1366, o las visitas de los Reyes Católicos (1484) para visitar la catedral y ratificar todos los privilegios de la ciudad y posteriormente de su nieto Carlos I de España en 1504 y el papa Adriano VI con Ignacio de Loyola el 22 de marzo de 1522.

#### La aljama
La ciudad de Calahorra contó con una aljama que estaba aislada por murallas del resto de la ciudad y tenía sus propias leyes. Los primeros asentamientos judíos se remontan al siglo XI y su mayor auge se dio en el siglo XIV, cuando contó con unos 600 habitantes que gozaban de gran prosperidad. Cuando Enrique II de Trastámara ocupó Calahorra, muchos de los habitantes de la aljama huyeron a Navarra. Cuando los Reyes Católicos publicaron el decreto de Granada que supuso la expulsión de los judíos de los reinos de España, muchos de ellos se fueron (llevando el apellido de Calahorra, Alcalahorrí y Calahorrano) y se ubicaron en Cracovia y algunos años después llegaron a tierras sudamericanas, mientras otros se convirtieron al cristianismo.
La aljama fue ocupada por cristianos llegados de fuera de la ciudad, y los judíos que luego volvieron fueron ubicados en otros barrios para facilitar su integración. La sinagoga se encontraba en el terreno que actualmente ocupa el convento de San Francisco reconvertido en museo de pasos procesionales y su Torah se guarda en el museo diocesano sito en la catedral de Santa María. En esta judería pasó la última etapa de su vida el poeta, literato y astrónomo Abraham Ben Me'ir Ben Ezra relevante personaje de la cultura hispano-hebraica.
La aljama de la ciudad de Calahorra junto con otras localidades cercanas, formaban una judería cuya aljama más importante fue la calagurritana.

### Edad Moderna

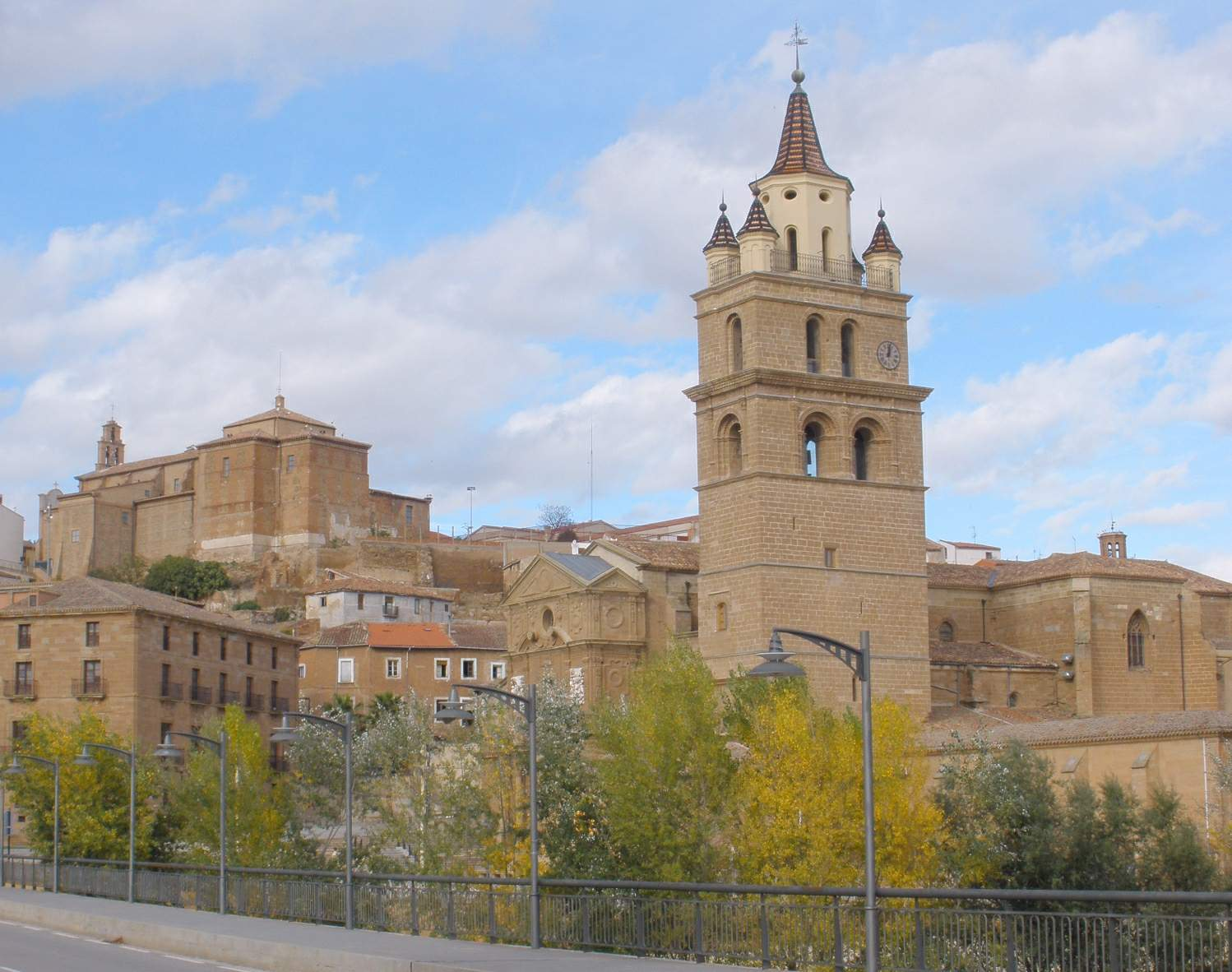
Casco histórico de Calahorra.

Los siglos XV, XVI y XVIII fueron importantes para el desarrollo urbanístico de la ciudad.
Una vez realizada la Reconquista, los Reyes Católicos se propusieron lograr la uniformidad y la ortodoxia religiosa. Las principales medidas tomadas fueron: la fundación de la Inquisición y la expulsión de los judíos. En Calahorra, además de la expulsión de los judíos en 1492, el 25 de agosto de 1580, el ayuntamiento solicitó la de los gitanos.

En vista del daño que los gitanos hacían en los frutos y ganados pregonaron que todos salieran de esta jurisdicción en el término de un día natural so pena de doscientos azotes y diez años de galeras al remo.

En siglos posteriores se redactarán varias Pragmáticas Sanciones contra los gitanos para castigar su «vagancia». En Calahorra como cabeza de la diócesis se estableció un tribunal de la Inquisición. Así lo explica el doctor en Filología Hispánica y estudioso de la Inquisición en Calahorra Jesús Fernando Cáseda Teresa:

Se da la circunstancia de que Calahorra fue sede del Tribunal de la Inquisición a partir de 1521. Aunque en realidad dicha fecha constituye tan sólo la de la asunción por parte de Calahorra del tribunal navarro, anteriormente itinerante y situado tras la unión al Reino de Castilla en Estella y Tudela. Como sede estuvo en Calahorra hasta su traslado a Logroño en 1570 y sin duda fue uno de los más activos de España.

En estos 50 años de Inquisición se asentaron diversas órdenes religiosas y se produjo una gran actividad constructora. Sin embargo, perdido el papel fronterizo, militar e inquisitorial, dejó de ser la primera ciudad de la región en beneficio de Logroño. A partir de ese momento, su principal función siguió siendo la religiosa y los eclesiásticos el grupo social más influyente a nivel político y civil ya que de ellos dependía el hospital, la educación o el teatro y controlaban el mayor número de propiedades agrícolas y urbanas. Este siglo acabó con Calahorra afectada seriamente por la peste celebrándose funciones religiosas de acción de gracias y fiestas populares cuando cesó el brote.
En el año 1672 se publica el libro titulado Parte del Atlas Mayor o Geographia Blaviana Que contiene las Cartas y Descripciones de Españas donde se dedica un apartado entero a La Rioja, que lleva su nombre como título y en el cual se realiza una breve descripción sobre ella. Posteriormente pasa a explicar cuales son, según el propio libro indica, las ciudades más importantes de la región. La primera de las localidades riojanas en describirse es Calahorra, que tal y como señala el texto contaba entonces con 1600 vecinos, estaba amurallada con cuatro puertas y además de su catedral poseía cuatro parroquias, dos conventos de frailes y uno de monjas.
El siglo XVIII fue para la ciudad un período próspero como reflejan las abundantes construcciones y los numerosos artistas que trabajaron y tuvieron taller abierto en Calahorra. Durante la guerra de sucesión española, en 1711, la reina María Luisa Gabriela de Saboya y el Príncipe de Asturias pararon en Calahorra para esperar al rey Felipe V y así dirigirse juntos a Zaragoza. Llegaron el 11 de enero y permanecieron varios días hospedados en el palacio de Miguel Pereda, caballero de la Orden de Santiago y corregidor de la ciudad de León. El rey llegó el día 17 y como obsequió ofreció mil escudos de plata.
Estadísticas del año 1797, recogidas por don Pedro Gutiérrez:

Tenía 1149 casas; dos tabernas; nueve molinos harineros; seis tenerías; una carnicería de la ciudad y otra del cabildo catedral; un granero para el pósito y otro para los propios de la ciudad; cuatro posadas públicas; una pastelería; dos molinos de aceite; un hospital y un hospicio con ocho ermitaños; un convento de Carmelitas, otro de Franciscanos y otro de MM. Carmelitas; ocho mayorazgos; sesenta y dos hijosdalgos; veintinueve empleados en Rentas Generales y Parroquiales; cinco escribanos, tres abogados seculares, dos procuradores, dos alguaciles, cuatro médicos, siete cirujanos, tres boticarios, seis albéitares, tres arquitectos, dos escultores (Diego Camporredondo y Manuel Adán), tres plateros y dos latoneros broncistas. Un agualojero, 24 sastres casados, 33 zapateros, 2 zurradores, 3 chocolateros, 2 hiladores de cáñamo, 27 tejedores, 2 tintoreros, 8 carpinteros, 2 taconeros, 6 cereros y confiteros, 18 aguadores, 2 fábricas de aguardiente, 18 albañiles, 9 hornos de pan, 4 herreros, 3 esparteros, 20 alpargateros y 2 canteros. El número de habitantes mayores de 16 años, era de 1978. No se determina el número de niños.

### Edad Contemporánea
El siglo XIX significó, con la llegada del telégrafo público (1862), el ferrocarril (1863) y el servicio de correos (1868) y el desarrollo de la industria conservera, la transformación ciudadana hasta llegar a convertirse en la cabeza comarcal de La Rioja Baja. El nuevo siglo trajo la industrialización y el desarrollo social, financiero, urbanístico y de las comunicaciones. Esta modernización impulsó con fuerza la vida de la ciudad que hoy ha cuadruplicado su extensión a costa del deterioro de la ciudad histórica.
En 1801 Calahorra y su partido se integraron en la Real Sociedad Económica de La Rioja, la cual era una de las sociedades de amigos del país fundadas en el siglo XVIII conforme a los ideales de la Ilustración.
En 1806 con la construcción del nuevo cementerio independiente a las iglesias, quedó prohibido enterrar en Iglesias y atrios como se había hecho hasta entonces.
Guerra de Independencia española:
- 1808:

- 21 de julio: se recibió una Carta Orden de Sr. Jefe del Estado Mayor de los Ejércitos de los Pirineos Occidentales siendo que el día 23, llegarían las tropas «aliadas» francesas y que se les parara 1800 raciones de víveres con 500 de forraje.
- 31 de agosto: José Bonaparte visitó la ciudad y se hospedó en casa de Miguel Raón, quien había huido por temor a los invasores. Allí «el intruso» acabó con la bodega del calagurritano, por esto, hay quien asegura, que al pretendiente se le dio el sobrenombre de Pepe Botella. Otros aseguran que era abstemio.
- 24 de octubre: el general Castaños llegó a Calahorra victorioso de Bailén.
- 12 de noviembre: visitaron Calahorra el general Palafox y el conde de Montijo, pero el día 21 tuvieron que retirarse las tropas españolas, volviendo los franceses al siguiente día. En su estancia saquearon la sacristía de la catedral y provocaron disturbios en la ciudad. A final de mes llegaron más tropas enemigas y las autoridades huyeron. Así, la ciudad se dividió (como el país entero) entre patriotas y afrancesados.
- 1809: continúan llegando tropas francesas y el hospital se satura.
- 1810-1811: fueron requeridas la mayoría de las caballerías y se realizaron expropiaciones de trigo a los vecinos para abastecer a las tropas y se exigieron las alhajas de plata a la Iglesia.
- 1812: la deuda de la ciudad ya era insostenible y el precio de la fanega de trigo se disparó.
- 1813: las tropas españolas liberaron Calahorra, se reconstituyó el Ayuntamiento y se repuso a los empleados públicos en sus cargos; además se proclamó la Constitución de 1812. Aquí se acantonó una brigada de tropas españolas, portuguesas e inglesas, lideradas por Espoz y Mina.

La guerra habría sido mucho más destructiva para Calahorra si ciudadanos como Gaspar de Miranda y Bernedo o Miguel Raón Merino no hubiesen actuado en favor de su ciudad, uno como corregidor (posteriormente sería el primer alcalde constitucional) administrando y dirigiendo el municipio en tiempos de ingobernabilidad y otro alojando en su casa-palacio a generales de ambos mandos e intentando interceder para liberar a presos.
Durante el Trienio Liberal, no hubo en Calahorra ningún incidente grave, salvo algunos disturbios que se saldaron con varios heridos por disparos; el paso del general Riego fue triunfal. En 1823, se destituyó al ayuntamiento constitucional y se revirtieron los cambios «revolucionarios».
Durante este periodo liberal y años anteriores, se produjeron demandas provenientes de la Real Sociedad Económica de La Rioja fundada en 1784 y otras personalidades e instituciones, que buscaban dotar a la región de La Rioja de un marco administrativo provincial. Estas peticiones fueron exitosas, de manera que Calahorra se integra durante la división provincial española de 1822 en una provincia riojana, llamada de Logroño. El nombre de La Rioja fue suprimido entonces debido a que se acordó por razones de uniformidad nominal que la mayoría de circunscripciones llevaran las denominaciones de sus capitales. Después de 1833 con la nueva división provincial proyectada por Javier de Burgos, Calahorra y su provincia pasan a pertenecer a la región de Castilla la Vieja, como ya se había planificado en la Constitución de 1812.
El 10 de octubre de 1833, los realistas se alzaron en la plaza del Raso al grito de ¡Viva Carlos V! Sin embargo, en diciembre los voluntarios realistas fueron desarmados y se celebró la proclamación de Isabel II. Esta fue una época de inestabilidad para la ciudad, que se vio, además, afectada por un brote de cólera que causó gran número de víctimas. El cólera volvería a Calahorra durante septiembre y octubre de 1885. Durante la primera guerra carlista, en Calahorra se acuartelaron temporalmente tropas de ambos bandos, llegando incluso a permanecer algún tiempo el general Zumalacárregui. Esto ocasionó conflictos entre los vecinos y desabastecimiento. Por parte del Ayuntamiento se apoyó al bando liberal, castigando con incautaciones y multas a los carlistas. Finalmente, el 22 de septiembre de 1839 se celebró la paz acordada en el convenio de Vergara. Este mismo año, el general Espartero estuvo en la ciudad. Durante las guerras carlistas la casa-cuartel fue el al actual colegio Santa Teresa.
Según el censo de 1830 reflejado en el libro titulado Diccionario geográfico-histórico de La Rioja o toda la provincia de Logroño y algunos pueblos de la de Burgos editado en año 1846 de Ángel Casimiro de Govantes, Calahorra contaba en 1830 con 1308 vecinos y 6667 habitantes y en 1838 con 5426 habitantes.

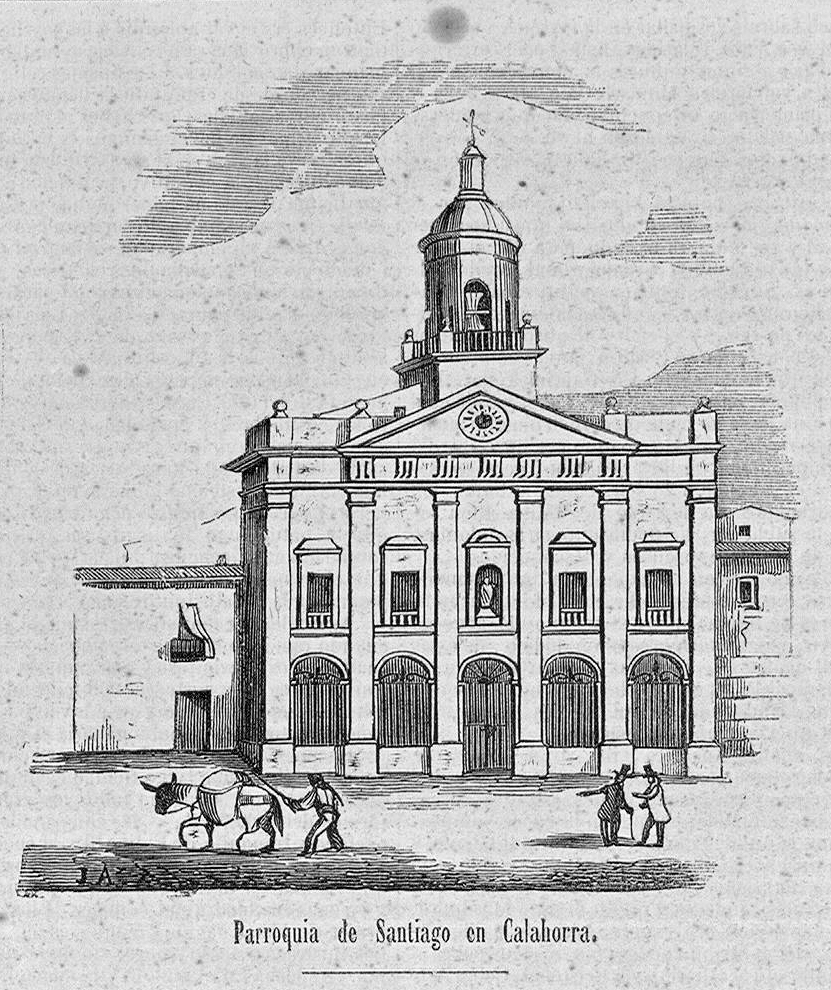
La iglesia de Santiago en un grabado publicado en el Semanario Pintoresco Español (1849)

En los meses de mayo y junio de 1851 se genera gran revuelo en la ciudad por la intención (sempiterna) de trasladar la Silla Episcopal a la ciudad de Logroño. El Ayuntamiento y el Cabildo, con el apoyo de Santo Domingo de la Calzada, Segorbe y Orihuela (ciudades en la misma situación), intentan parar el traslado, solicitando incluso, Calahorra y Sto. Domingo, en julio del siguiente año la integración en la provincia de Soria.
La revolución de 1854 triunfó rápidamente en Calahorra y para agosto ya había un gobierno provisional y un batallón de la Milicia Nacional, siendo estos cambios revertido al fin del Bienio Progresista (1854-1856).
En 1867 se terminó la construcción del puente de hierro sobre el Cidacos, derribado en 1999 por el Ayuntamiento (una acción incomprensible que muchos ciudadanos criticaron en su momento e intentaron evitar con una manifestación)
El 1 de octubre de 1868 se constituyó la Junta de Gobierno Revolucionaria, días antes de que las tropas se pronunciasen contra Isabel II en ciudades tan importantes como Santander, y los partidarios revolucionarios de la zona se reunieron en la plaza del Raso y gritaron ¡Viva a la Soberanía Nacional! y ¡Abajo la Reina! Esa misma noche se presentaron en esta ciudad una Sección de la Guardia Civil de Carabineros y una Compañía de Infantería que se enfrentaron a los exaltados, saldándose la refriega con la retirada de los revolucionarios, dos muertos y varios heridos. Calahorra volvió a la normalidad una vez destronada la Reina por el triunfo de la Gloriosa.
Como curiosidad, el rey Amadeo I mantuvo una breve estancia en la ciudad alojado en los sres. Olózaga (Casa de las Columnas de la calle Grande), durante su efímero reinado. El 8 de septiembre de 1878 se inauguró el monumento a la Matrona que fue instalado en la plaza del Raso. El 31 de agosto de 1880, el torero Lagartijo inauguró la antigua plaza de toros construida en el solar de Rafael Díaz, donde posteriormente se construyó el Teatro Ideal; además actuó de segundo espada uno de sus hermanos. Dos años más tarde volvió a torear en la misma fecha haciéndolo gratuitamente ya que los beneficios fueron destinados al hospital.
Durante el siglo XIX se publican los primeros periódicos en la ciudad. Así pues, en 1896 se funda en Calahorra el titulado como Heraldo de La Rioja, o en 1900 el diario La Rioja Baja.
En abril de 1892 el rumor del traslado de la Silla Episcopal llegándose a producir en los siguientes meses algún disturbio. El 7 de junio el ayuntamiento se reunió para tratar el asunto, muchos ciudadanos se concentraron frente al consistorio y apedrearon las ventanas de los canónigos partidarios del traslado. El 8 de junio, llegó a Calahorra el inspector Franco acompañado de un comandante y cuatro parejas de la Guardia Civil. Fue recibido con pitos y abucheos por en la estación por una multitud hostil que acabó apedreando y apaleando a las autoridades. El alcalde provisional, Cruz Félez, herido también por una pedrada, delegó el mando en el segundo teniente de alcalde, mientras pedía auxilio militar:

Pueblo alborotadísimo. Horrorosa situación la que se atraviesa. Apedreada la estación del ferrocarril y tren y lesionado gravemente el Sr. Inspector. Apedreada igualmente la casa de telégrafos [...] Me creo impotente para contener el orden y reprimir los tumultos.

El gobernador civil telegrafió a Calahorra afirmando que «Ni oficial ni extraoficialmente está confirmada la traslación de la Silla Episcopal». Sin embargo, la noche de aquel día todavía había grupos por las calles que apedreaban varias casas de particulares. Un sargento y varios guardias habían resultado heridos. Por esto, el capitán general de Burgos decretó el estado de sitio y concedió autorización para movilizar las tropas necesarias. Así el día 10 llegó a Calahorra el batallón de Albuera que fue recibido con silbidos al grito de «¡No queremos tropa, sino obispo!». Además como recoge Pedro Gutiérrez en su Historia de la muy noble, antigua y leal ciudad de Calahorra, cuando las topas yendo a la cabeza el gobernador militar, Fermín Jáudenes, el gobernador civil, Camacho y las autoridades locales se dirigían al cuartel, abriéndose paso entre gran número de calahorranos, una mujer, Saturnina Mangado, «en un momento de arrebato heroico», se lanzó súbitamente al gobernador civil, le abofeteó y le arrancó medio bigote. Este asunto, dice el estudioso, pudo llegar por su gravedad al Gobierno y al Vaticano. Viendo que la situación solo empeoraba el gobernador civil resignó el mando en la autoridad militar «que procederá sin contemplación alguna». Algo que refleja claramente la situación crítica de Calahorra es que para permitir la salida del gobernador civil las tropas tuvieron que realizar una carga. El mismo gobernador emite un telegrama al Ministerio de la Gobernación informando acerca de la situación crítica de la ciudad, calificando de «fiereza brutal la de estas gentes» y comunicando su traspaso de poderes al gobernador militar. La solución del gobernador militar fue declarar la ley marcial hasta el día 17 de junio, cuando el gobernador militar, de acuerdo con el alcalde y el juez, decidió «el levantamiento del sitio de guerra» viendo que la ciudad había vuelto a la normalidad. Al día siguiente, el cabildo catedralicio declaró que no era oportuna la traslación [de la silla episcopal] y debía respetarse el estado de la cuestión tal y como estaba. Los motines en Calahorra cesaron temporalmente hasta los comienzos del nuevo mes, cuando la cobranza del impuesto de consumos y la petición de la liberación de los presos de las revueltas contra el Gobierno fueron el nuevo detonante de las sublevaciones protagonizadas por los calagurritanos, sobre todo de las calagurritanas. Estos motines se prolongaron (con menos intensidad que los de principio de junio) hasta mayo del año siguiente, mes en el que liberaron a los presos por falta de pruebas y se rebajó el cupo de consumos.
Y si España abría el nuevo siglo con una guerra, la de la Independencia, volvía a cerrarlo con una nueva guerra, la guerra de Independencia cubana, que según un estudio de 2014 acabó con la vida de 23 jóvenes y valientes calagurritanos que deberían ser recordados por su ciudad y sus vecinos.
El día 13 de junio de 1900 tuvo lugar el terrible incendio de la catedral que acabó con todo el retablo mayor, a excepción de las reliquias de los Santos Mártires y de un relieve que representa el Milagro de la Palmera, que actualmente se encuentra en el Museo Metropolitano de Arte de Nueva York.
«S. M. el Rey Don Alfonso XIII, que no ignoraba la antigüedad y nobleza de Calahorra, por decreto de 15 de abril de 1906, honró a su ayuntamiento con el título de Excelencia».
Durante la Restauración Española, La Rioja fue un feudo liberal y en Calahorra predominaron los alcaldes de este partido. A principios del siglo XX republicanos y socialistas empezaron a organizarse, así en 1903 se creó la Sociedad Obrera (coalición de ambos movimientos que llegó en 1904 a los 913 afiliados). El carlismo se fue consolidando, desembocando en la creación del partido jaimista, el cual fue fundado por el estudioso Pedro Gutiérrez, y que reunió según el propio fundador a 300 afiliados. En 1920 se creó la candidatura defensista, sustentada en la Sociedad de Defensa del Agricultor, cuyo candidato (exliberal) resultó elegido alcalde: Santiago García Antoñanzas. Respecto a los sindicatos destacaron la Unión Obrera de Calahorra (UGT) y la CNT por la izquierda y el Círculo Católico de Obreros (jaimista) y el Sindicato Católico Agrario por la derecha.
La Semana Trágica también tuvo consecuencias en Calahorra, a finales de julio de 1909 dos reservistas fueron llamados a filas, el 27 de 1909 debían partir en tren hacia Zaragoza, sin embargo los calagurritanos detuvieron el tráfico ferroviario de la estación, dos trenes (que transportaban principalmente reservistas de otras ciudades) tuvieron que detenerse, pues se oponían a la marcha de sus dos conciudadanos. 30 Personas fueron detenidas, 6 procesadas y 4 condenadas por insultar e increpar a la guardia civil.
El final de la Restauración y la dictadura de Primo de Rivera se desarrollaron en Calahorra sin incidentes importantes. Las elecciones de abril de 1931 las ganaron, como en 41 de las capitales de provincia, la conjunción republicano-socialista, esta candidatura obtuvo 12 de los 18 concejales. El candidato más votado fue César Luis Arpón (509 votos) del Partido Republicano Radical Socialista sin embargo la corporación constituida el 15 de abril eligió como alcalde a Lucio Díez San Juan del Partido Republicano Radical. La corporación republicana tendría que hacer frente a numerosos problemas sin apenas recursos económicos. El alcalde dimitió el 12 de diciembre y el primer teniente de alcalde ejerció el cargo en funciones hasta el nombramiento de César Luis Arpón como nuevo regidor. La corporación estuvo totalmente dividida durante el bienio reformista, ni los conservadores ni los radicales acudieron a los plenos. Tras el triunfo de la derecha en las elecciones generales de 1933 se desarrollaron los incidentes más graves, destacaron las protestas contra Gil Robles y Miguel Maura (de visita por mítines), el intento de asalto del ayuntamiento de 150 cenetistas y la tentativa de incendio de la puerta de los jerónimos de la catedral. El 18 de octubre del 34 la corporación es cesada por el gobierno civil tras la revolución de octubre siendo sustituida por otra de concejales monárquicos y derechistas. Leopoldo Sáenz Eguizábal (PRR) es nombrado alcalde, cargo que ostentó hasta el 13 de marzo del 35, cuando dimite por la división interna de su partido, le sustituyó Felipe Calleja (PRR) en funciones hasta el día 15, cuando es elegido alcalde Emilio González Barco (PRR) que gobernó hasta el 21 de febrero del 36. Tras la victoria del Frente Popular en las elecciones generales de 1936, todos los concejales son sustituidos por los concejales depuestos tras las elecciones de 1933. Así, es elegido de nuevo como alcalde César Luis Arpón (PRRS) quien presidirá el ayuntamiento desde hasta el 17 de julio.
El 19 de julio, un día después del golpe de Estado, el sargento de la guardia civil de Calahorra fue detenido. El Ejército del Regimiento de Infantería de Bailén 24 llegó ese mismo día a la ciudad. Solo encontraron una resistencia notable en el Raso, donde unos paisanos se habían apoderado de armas y habían subido a lo alto de la torre de Santiago para disparar a las tropas regulares procedentes de Logroño. El alcalde César Luis Arpón huyó de la ciudad para integrarse en el ejército de la República, en una brigada de riojanos que habían escapado. Del resto de la corporación: dos concejales lograron huir y el resto (6) fueron asesinados. La represión fue dura, «si en Logroño fueron asesinadas 240 personas de una población de 34 329, en Calahorra las víctimas mortales fueron, al menos 214, de una población de 12 000 habitantes». Ya con la dictadura, el Ayuntamiento desarrolló una amplia política de obras públicas (nuevo ayuntamiento, cuartel, matadero, casas baratas, pavimentaciones, alcantarillado, el Instituto, la Escuela de Formación Profesional, las piscinas, el parador nacional).
En 1943 la Diputación Provincial de Logroño elige mayoritariamente a su alcalde Antonio Martín Pérez para el cargo de procurador en Cortes en la I Legislatura de las Cortes Españolas (1943-1946), representando a los municipios de esta provincia.
Durante la Transición, el referéndum sobre la reforma política y el referéndum constitucional fueron aprobados por mayoría amplia (9558-95 % y 8824-89 %, respectivamente). Con la llegada de la democracia, el 3 de abril de 1979 se celebraron las primeras elecciones municipales en más de 40 años y el 19 se celebró la sesión constitutiva del primer ayuntamiento democrático desde la II República. El alcalde elegido fue Ernesto Sáenz Enciso.
El 21 de marzo de 2008, coincidiendo con la celebración del Viernes Santo, ETA hizo explosionar un coche bomba en la parte trasera del cuartel de la Guardia Civil de esta ciudad sin causar víctimas mortales aunque sí grandes destrozos, muchas casas y establecimientos colindantes resultaron dañados, y un guardia civil herido leve. Esta era la segunda vez que ETA atentaba en esta ciudad contra la casa cuartel de la Guardia Civil, ya hubo un ataque el 12 de diciembre de 1983 cuando, poco después de las 18:30, explotó el coche bomba junto a la parte del cuartel que era utilizada como vivienda particular del capitán del puesto, tampoco en aquella ocasión hubo víctimas mortales pero sí daños materiales.

## Administración y política
| Periodo   | Nombre                          | Partido | Partido                                  |
| --------- | ------------------------------- | ------- | ---------------------------------------- |
| 1979-1983 | Ernesto Sáenz Enciso            |         | Concejales Independientes para La Rioja  |
| 1983-1987 | María Antonia San Felipe        |         | Partido Socialista Obrero Español (PSOE) |
| 1987-1987 | Fernando Deza                   |         | Alianza Popular (AP)                     |
| 1987-1995 | María Antonia San Felipe        |         | Partido Socialista Obrero Español (PSOE) |
| 1995-2014 | Javier Pagola                   |         | Partido Popular (PP)                     |
| 2014-2019 | Luis Martínez-Portillo          |         | Partido Popular (PP)                     |
| 2019-2023 | Elisa Garrido                   |         | Partido Socialista Obrero Español (PSOE) |
| 2023-act. | Mónica Mercedes Arceiz Martínez |         | Partido Popular (PP)                     |

La actual alcaldesa es Mónica Arceiz Martínez (PP) elegida democráticamente el 28 de mayo de 2023. La alcaldesa de Calahorra recibe como prestación económica por su trabajo al frente del ayuntamiento 53 530,26 € en régimen de dedicación exclusiva (ISPA 2021).
| Partido político                               | 2023  | 2023  | 2023       | 2019  | 2019  | 2019       | 2015  | 2015  | 2015       | 2011  | 2011  | 2011       | 2007  | 2007  | 2007       |
| Partido político                               | %     | Votos | Concejales | %     | Votos | Concejales | %     | Votos | Concejales | %     | Votos | Concejales | %     | Votos | Concejales |
| Partido Popular (PP)                           | 45,36 | 5134  | 10         | 28,92 | 3254  | 6          | 37,09 | 4012  | 9          | 51,21 | 5687  | 12         | 50,98 | 5915  | 11         |
| Partido Socialista Obrero Español (PSOE)       | 33,71 | 3815  | 8          | 41,74 | 4696  | 10         | 33,61 | 3636  | 8          | 32,26 | 3583  | 7          | 35,79 | 4153  | 8          |
| Vox                                            | 8,52  | 965   | 2          | 5,30  | 597   | 1          | —     | —     | —          | —     | —     | —          | —     | —     | —          |
| Izquierda Unida (IU)                           | 6,31  | 601   | 1          | 5,38  | 606   | 1          | 5,14  | 556   | 1          | 2,03  | 225   | 0          | —     | —     | —          |
| Ciudadanos (CS)                                | 1,81  | 205   | 0          | 15,34 | 1726  | 3          | 11,93 | 1291  | 2          | —     | —     | —          | —     | —     | —          |
| Partido Riojano (PR+)                          | 1,37  | 156   | 0          | 2,64  | 298   | 0          | 5,02  | 543   | 1          | 6,13  | 681   | 1          | 2,28  | 329   | 0          |
| Unión Progreso y Democracia (UPyD)             | —     | —     | —          | —     | —     | —          | 4,14  | 449   | 0          | 5,75  | 638   | 1          | —     | —     | —          |
| Concejales Independientes para Calahorra (CIC) | —     | —     | —          | —     | —     | —          | —     | —     | —          | —     | —     | —          | 8,65  | 1004  | 2          |

## Geografía
Integrado en la comarca de Rioja Baja, de la que ejerce de capital se sitúa a 48 kilómetros de Logroño. El término municipal está atravesado por las siguientes carreteras: 
- Autopista Vasco-Aragonesa (AP-68): permite conexión rápida con Logroño y Zaragoza.
- Carretera nacional N-232, entre los pK 354 y 363, es la alternativa convencional a la autopista AP-68.
- Carretera autonómica LR-134: permite la comunicación con Arnedo y San Adrián.
- Carretera autonómica LR-282, que se dirige hacia Autol.
- Como cabeza comarcal, además de las vías principales, parten de Calahorra carreteras locales que la unen con los pueblos del valle del Ebro y del Cidacos, como la LR-486, que conecta con Azagra y la LR-482, con Murillo de Calahorra.

Calahorra se sitúa en el valle del río Ebro justo en el punto en que este recibe al río Cidacos, lo cual le permite mantener, desde tiempos inmemorables, una producción hortícola destacada. El núcleo urbano original se alza sobre una pequeña colina de 358 metros de altitud situada en la margen derecha del Ebro.
Su clima es continental, con inviernos fríos y duros, con abundantes nieblas producidas por el Ebro, y veranos muy secos y calurosos.
| Noroeste: Sartaguda (Navarra) | Norte: Andosilla (Navarra) y San Adrián (Navarra) | Nordeste: Azagra (Navarra)  |
| Oeste: Pradejón               |                                                   | Este: Azagra (Navarra)      |
| Suroeste: Pradejón y Autol    | Sur: Autol y Aldeanueva de Ebro                   | Sureste: Aldeanueva de Ebro |

En cuanto a las comunicaciones por ferrocarril, Calahorra tiene estación en la línea Zaragoza-Bilbao de RENFE que recorre el valle del Ebro y la comunica con Logroño, Zaragoza y el resto de la red principal de los ferrocarriles españoles. Contó años atrás con una línea de ferrocarril de vía estrecha que recorría el valle del Cidacos y que dejó de operar en la década de 1960. En la actualidad está convertida en una Vía verde que llega hasta Arnedillo. Además, dispone de una red regular de autobuses que unen Calahorra con puntos como San Sebastián, Pamplona y Soria.

### Composición

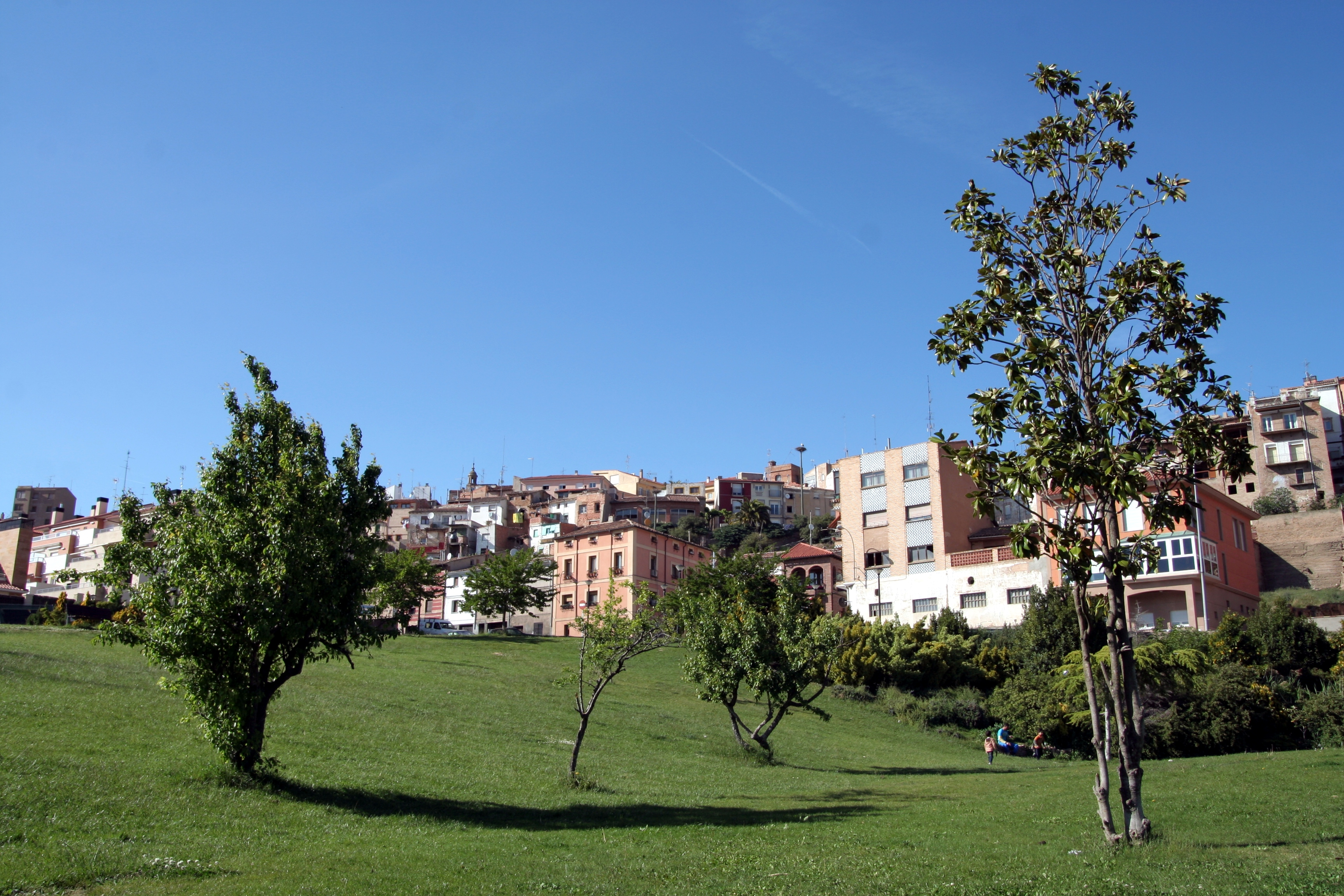
Calahorra visto desde el parque del río Cidacos

El núcleo original del asentamiento prehistórico y romano se halla en el cerro que se eleva sobre las vegas. Este núcleo poblacional mantiene, a primera vista, una traza árabe. Consta, sin embargo, de tres subnúcleos diferenciados. La zona conocida como El Arrabal, que se sitúa en el extremo nororiental y es una pequeña agrupación de casas. Lindando con el Arrabal, al sur del mismo, se sitúa el núcleo original del asentamiento prerromano, que destruyeron estos durante su conquista. En él se encontraban el Palacio Real, con su castillo, y la antigua catedral. Finalmente la expansión romana se asentaría al oeste de los anteriores sobre los años 74 y el 34-36 a. C. Los tres núcleos conforman la traza urbana del cerro que luego se extendería en posteriores ensanches alrededor del mismo.
Al sur del mismo se sitúa el paseo del Mercadal, que ocupa el sitio donde estuvo el circo romano, y detrás de él el ensanche moderno, que se extiende por la llanura fluvial hasta la ubicación del cementerio. Por el norte se construyó el palacio diocesano y la catedral.
La expansión industrial de finales del siglo XX llevó a la creación, al lado de la carretera nacional N-232, del polígono industrial Tejerías.

### Hidrografía
Calahorra está marcada por su ubicación en la desembocadura del río Cidacos con el río Ebro. Estos dos ríos conforman una vega especialmente fértil que está formada por terrazas fluviales muy propicias para la explotación agrícola. Los dos ríos se completan con varias obras hidráulicas entre las que destaca el Canal de Lodosa y una red de canales de riego. Es de destacar la laguna del Recuenco, pequeña laguna situada a pocos kilómetros al este que se ha convertido en una zona de expansión ciudadana.

### Orografía
Las tierras del valle se componen de extractos alternos de pudinga y arenisca además de los yesos y arcillas así como las margas verdosas que proceden del terciario. Existen pequeñas elevaciones sobre los cauces de los ríos. Al sur se alza el pico de los Agudos (660 metros), haciendo de límite con Autol y Aldeanueva de Ebro. La altitud oscila entre los 660 metros al sur (pico de los Agudos) y los 285 metros a orillas del Ebro.

## Demografía
Calahorra cuenta con una población de 25 064 habitantes (INE 2024).
| Gráfica de evolución demográfica de Calahorra entre 1842 y 2021                                                     |
| |
| Población de derecho según los censos de población del INE Población de hecho según los censos de población del INE |

| Núcleos              | Habitantes | Varones | Mujeres |
| -------------------- | ---------- | ------- | ------- |
| Calahorra            | 24 579     | 12 055  | 12 524  |
| Murillo de Calahorra | 0          | 0       | 0       |

## Economía
La economía calagurritana está basada en la agricultura. Los productos de la huerta son los que constituyen, desde siempre, el motor de progreso de la ciudad y sus alrededores. A la sombra de la producción hortícola se ha desarrollado toda una industria de conservas, que en la última mitad del siglo XX ha hecho un lugar a la del calzado, en un mayor desarrollo que su ciudad vecina Arnedo.
El sector primario es la base principal de la economía de la comarca y de la ciudad. La rama principal que se desarrolló en este lugar es la de la agricultura con la producción de productos de huerta, como pimientos, verduras y frutas. Calahorra es uno de los principales centros distribuidores de productos frescos del campo para todo el norte de España, lo que le ha valido el título de Capital de la Verdura. La ganadería tiene escasa importancia, quedando reducida al autoconsumo. La poca masa forestal impide su explotación y no hay explotaciones mineras de importancia. La tradición de la agricultura queda plasmada fehacientemente en el mercado tradicional de frutas y verduras cuyo origen se remonta al Privilegio de Mercado otorgado a Calahorra por Alfonso X el Sabio en el siglo XIII y que se desarrolla en la plaza del Raso, llamada así por ser el lugar donde se ponía al raso las diferentes hortalizas cosechadas.
El sector secundario está basado en la industria de la conserva vegetal y sus auxiliares, corchería, envases, etc. Es de destacar la industrial zapatera que se desarrolla junto a la existente en la vecina Arnedo. La inauguración del polígono industrial de las Tejerías ha facilitado el establecimiento de diversas industrias auxiliares que vienen a completar los servicios necesarios para la ciudad y la comarca. En menor medida hay industria de material de construcción (teja, ladrillo, azulejos, etc.).También destacan el sector del cartón y la pastelería.
En cuanto al sector servicios, como cabeza comarcal, Calahorra centraliza los servicios administrativos (partido judicial de Calahorra, Delegación de Hacienda, Delegación de la Seguridad Social, Delegación de Agricultura...), sanitarios (hospital), educativos (cuatro centros de enseñanza secundaria, conservatorio de música, escuela oficial de idiomas...) así como un núcleo de comercio y ocio relevante. El turismo, desarrollado por la actividad de turismo rural y balneario, centralizada esta última en el cercano Arnedillo, es una actividad en alza. Calahorra tiene un Parador Nacional y varios museos (Romanización, Verdura, Diocesano, Pasos de Semana Santa...) que intentan recoger la riqueza histórica, artística y natural de la ciudad que, junto a la gastronomía, la gran oferta hostelera y los productos de la huerta, constituyen un eficiente atractivo turístico.

### Evolución de la deuda viva municipal
El concepto de deuda viva contempla sólo las deudas con cajas y bancos relativas a créditos financieros, valores de renta fija y préstamos o créditos transferidos a terceros, excluyéndose, por tanto, la deuda comercial. La deuda viva municipal por habitante en 2014 ascendía a 374,64 €.
| Gráfica de evolución de la deuda viva del Ayuntamiento entre 2008 y 2023                            |
| |
| Deuda viva del Ayuntamiento de Calahorra, en miles de euros, según datos del Ministerio de Hacienda |

## Cultura

### Museos

#### Museo de la Romanización

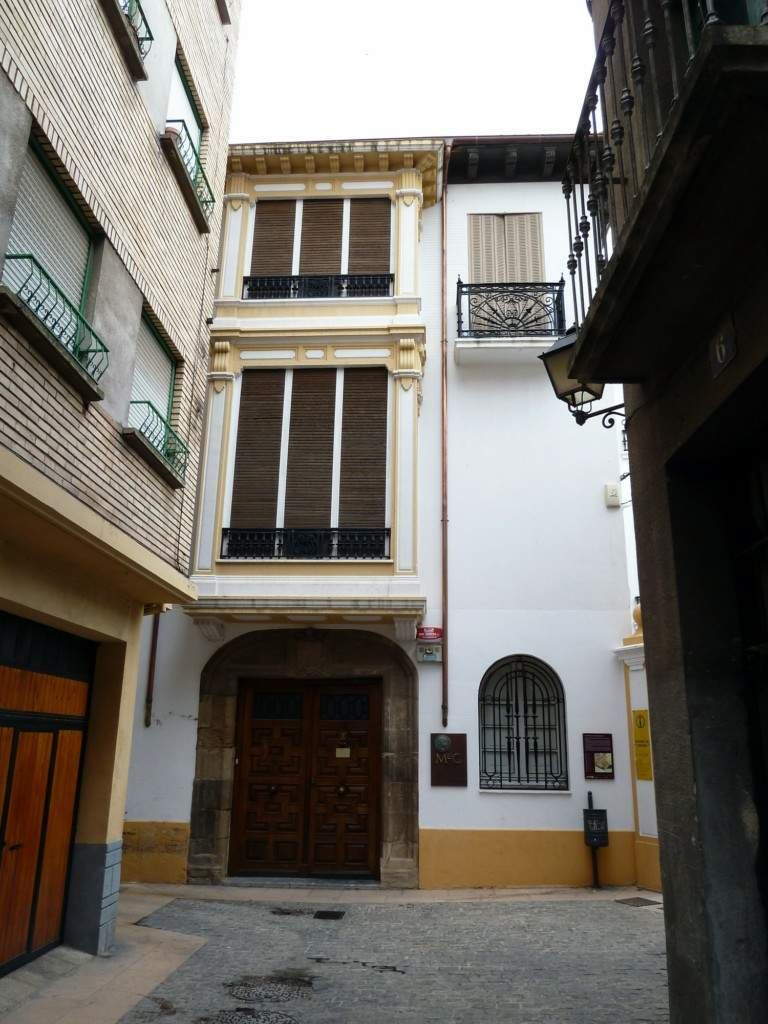
Museo de la Romanización

Este museo está enclavado en pleno casco antiguo, en un bello edificio de propiedad pública. El edificio es un palacete modernista, construido hacia 1930, que se conoce popularmente como la Casa del Millonario ya que fue mandada edificar por Ángel Oliván cuando le tocaron tres millones de pesetas en la lotería. Antes de ser museo, este edificio tuvo otros usos como notaría, vivienda de inquilinos, hasta convertirse en Museo Municipal el año 1984, siendo inaugurado por sus Majestades los Reyes de España. En el año 2007 se acomete su reforma para convertirse en Museo de la Romanización e inaugurándose en 2009. El Museo de la Romanización recoge una rica colección de restos arqueológicos que se han ido hallando en los diferentes yacimientos estudiados hasta la fecha. La exposición la componen más de un millar de piezas arqueológicas datadas entre los siglos siglo IV a. C. y siglo IV d. C., aportadas por el Museo de La Rioja y por el Museo Municipal de Calahorra. Con él, el municipio calagurritano recupera su orgulloso pasado romano y reivindica su condición de ciudad bimilenaria. Dos de las piezas más destacadas son: la cabeza de Hércules (500 a. C) esculpida en mármol blanco y la Dama Calagurritana, un perfecto busto de mujer en mármol blanco (siglo II d. C.).

#### Museo diocesano
La arquería del claustro de la catedral se cerró en el año 1975 para acondicionar el claustro y convertirlo en museo diocesano, donde guardar y exponer al público los retablos, imágenes, orfebrería, sagrarios, calvarios... de los pueblos de La Rioja que, o bien han desaparecido, o no cuentan con medidas de seguridad necesarias para proteger los tesoros de sus iglesias, por lo que el Cabildo las guarda en depósito. El museo alberga numerosos restos arqueológicos y miles de ejemplares escritos, unos 5000.000. Destacan piezas de gran interés como una biblia sacra del siglo XII, la Custodia del Ciprés, del siglo XV, donada por Enrique IV de Castilla, o la Torá Judía. Fue declarada Bien de Interés Cultural en la categoría de Monumento el 3 de junio de 1931.

#### Exposición Permanente de Pasos de Semana Santa
Esta es una exposición única en La Rioja, situada en el templo de San Francisco, gestionado por la Cofradía de la Santa Vera Cruz. Aquí se pueden observar las imágenes que se procesionan en Semana Santa en Calahorra. La recuperación arquitectónica del templo que alberga la exposición ha sido un importante foco de atracción turística dentro del casco histórico, al estar ubicado en plena Judería. Calahorra es la única ciudad riojana perteneciente a la Red Nacional de Juderías de España Caminos de Sefarad. En el templo de San Francisco también se encuentra una representación denominada El Monte Sacro, una singular escenificación en miniatura de la Vida de Cristo, única en el norte de España, con 70 figuras distribuidas en 12 escenas narran distintos capítulos de la vida pública de Jesús de Nazaret, de su muerte y resurrección, dentro de un montaje detallista y cargado de calidad artística. La obra es un encargo al prestigioso artista jerezano José Joaquín Pérez. Esta escenificación es única en 400 km a la redonda.

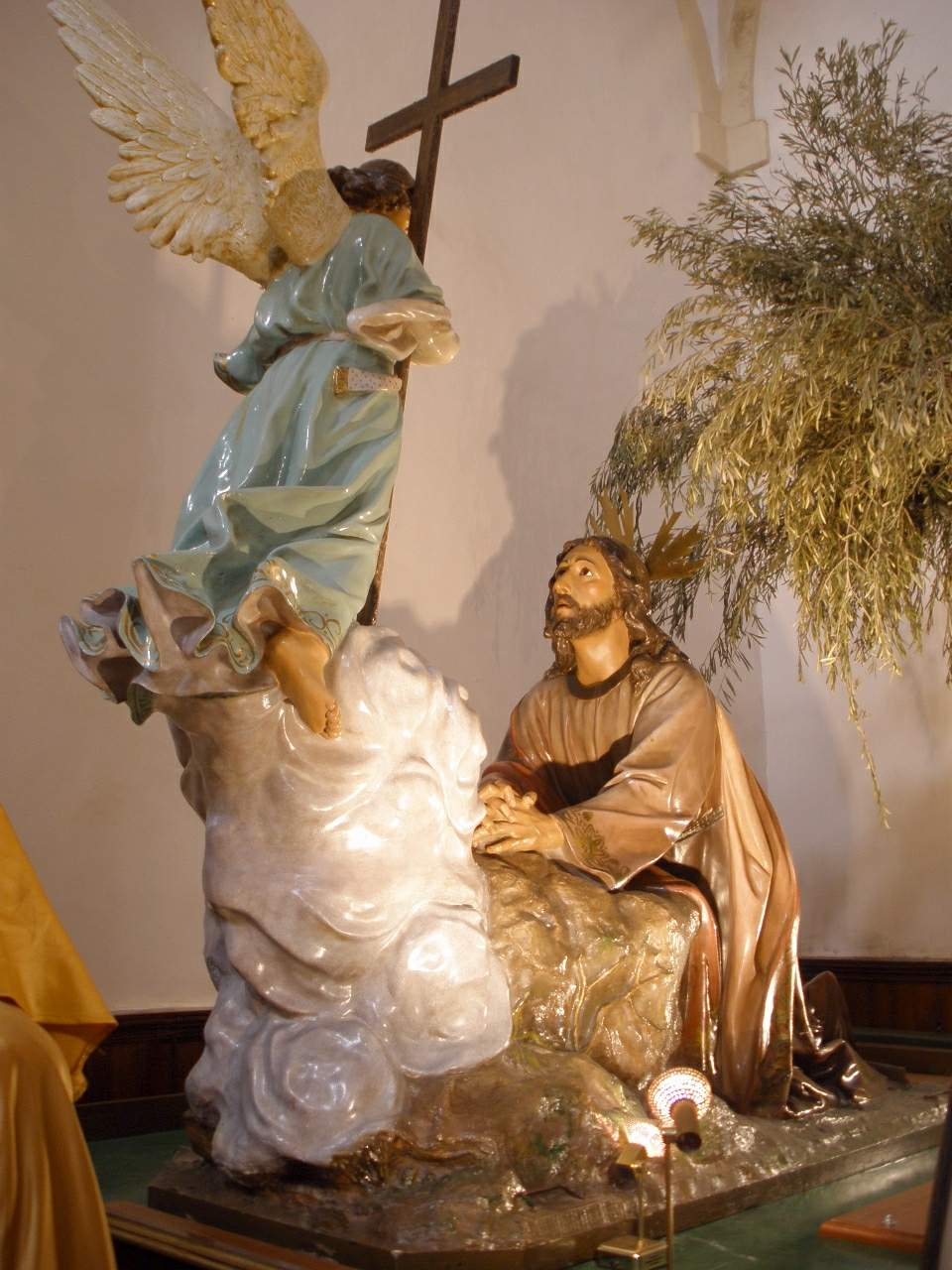
Pasos de Semana Santa
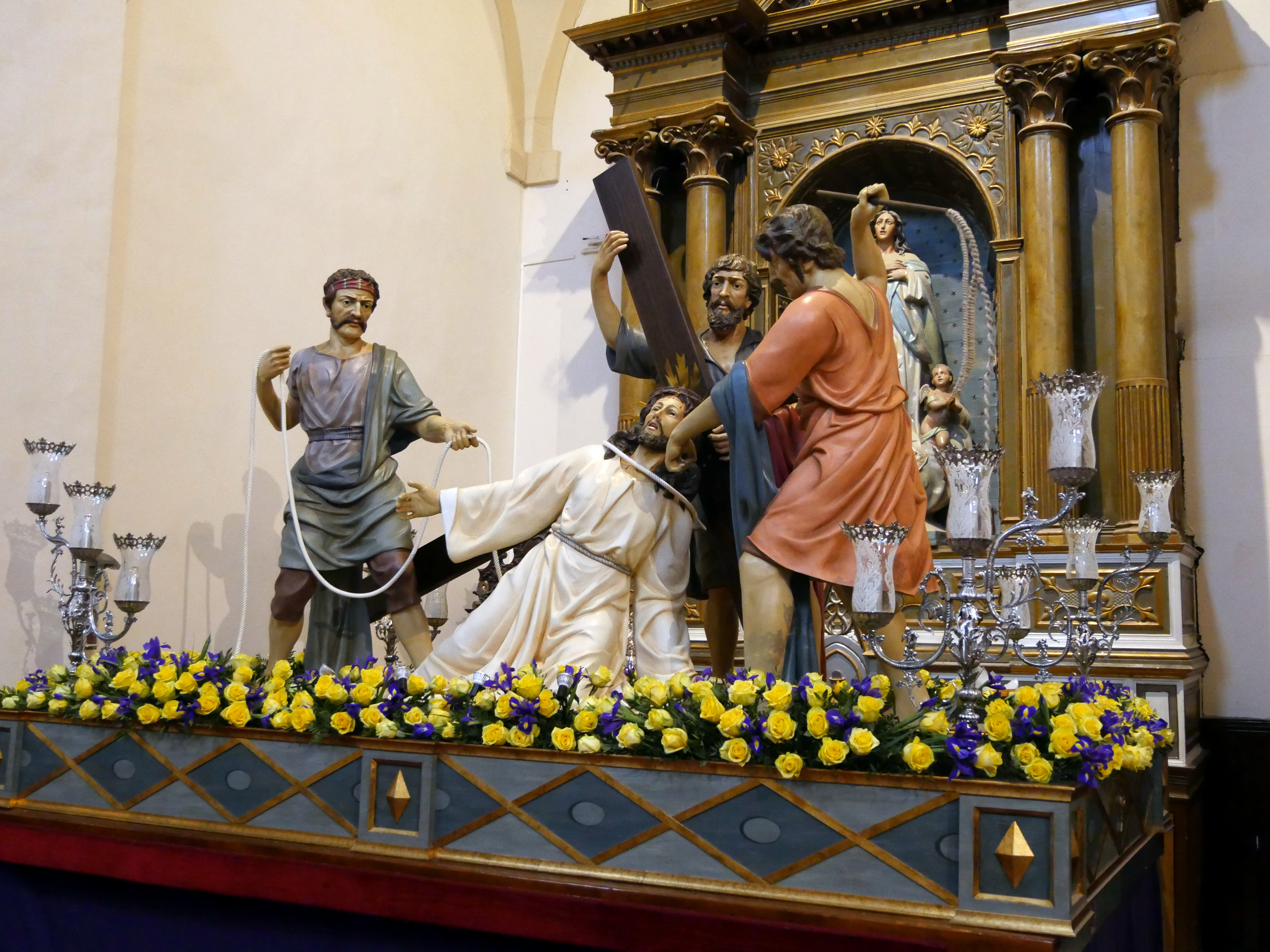
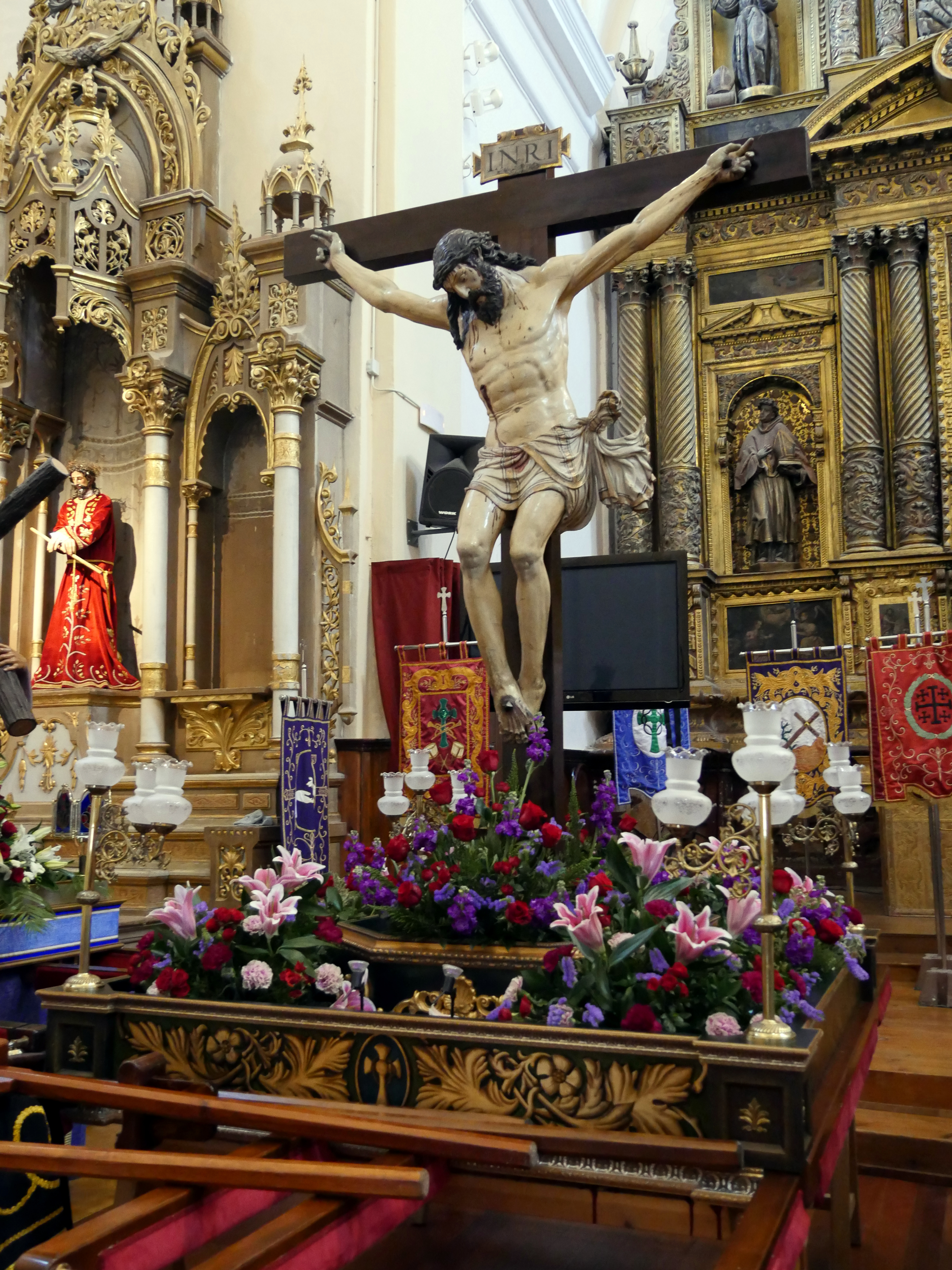
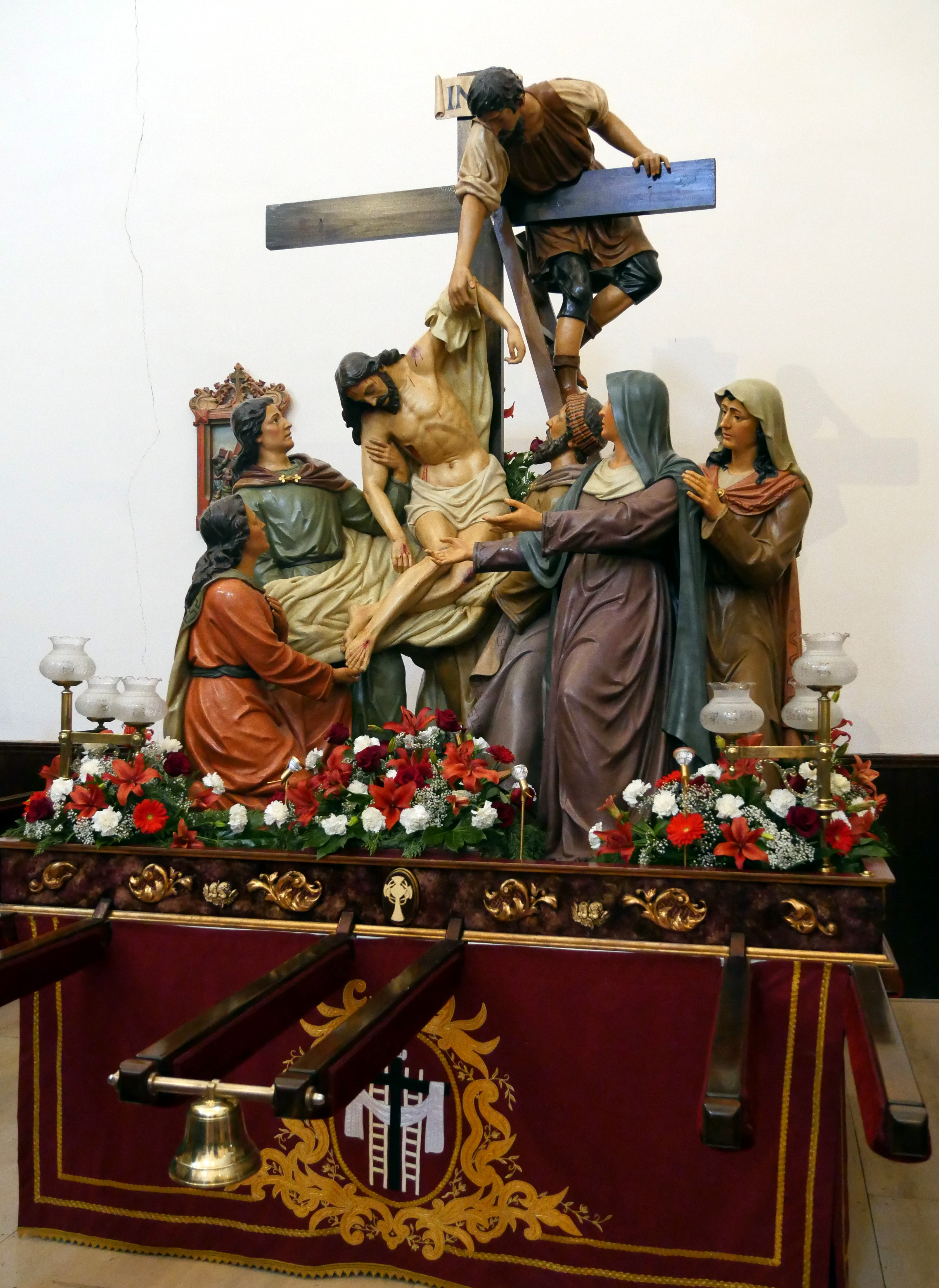

#### Museo de la verdura
El museo de la verdura está situado en pleno casco antiguo, en el Rasillo de San Francisco, en el espacio que ocupaba el antiguo convento de San Francisco (siglo XVI), de cuya estructura original mantiene solo la fachada principal de ladrillo hacia la cuesta de la catedral. El Museo de la Verdura refuerza la identidad de Calahorra como ciudad de la verdura y muestra al visitante la actividad de las huertas y cultivos de la ribera del Ebro, formando parte de la historia de la comarca y de sus gentes.

#### Centro de interpretación Casa Santa
El centro de interpretación Casa Santa de Calahorra se centra en los orígenes del Cristianismo, rememorando a los Santos Mártires. El edificio está situado en pleno casco antiguo del municipio calagurritano, en la calle homónima y ocupa el emplazamiento de la antigua ermita de los Santos Mártires. En este lugar, antes de la ermita de los Santos, hubo edificación romana «cuya función es imposible precisar» para los expertos y posteriormente otra ermita. La licencia de construcción de esta ermita fue solicitada en 1712, por el prior de la cofradía de los Santos Mártires, Fernando Gómez de Velasco, y el mayordomo, Juan Álvarez de Margonsoro, debido al vergonzoso estado de la «antigua cárcel romana» –el lugar donde estuvieron encerrados los mártires Emeterio y Celedonio– y porque tenían dinero para costear los trabajos. La licencia fue otorgada y concluyéndose la obra para finales de mayo de 1713. En origen fue una iglesia de planta octogonal pero posteriormente y debido al número de actos celebrados en la ermita por las Cofradías de los Santos Mártires, de la Buena Muerte y del Rosario debió ser ampliada en 1796. Con la llegada de los franceses la iglesia es expoliada y dañada hasta tal punto que entre 1815 y 1820 debe ser reedificada gracias al patrocinio de Antonio Carrillo Mayoral, por entonces obispo de Plasencia. Por último, la ermita fue declarada en ruina en 1972, su cúpula se derrumbó y el edificio fue demolido parcialmente. En estado de ruina ha pervivido hasta estos últimos años. Sin embargo en vez de establecer un plan de restauración y consolidación como venía pidiendo la Asociación de Amigos de la Historia se decidió demoler todos los restos arqueológicos y construir una mole de acero y cantos rodados de pared como centro de interpretación.

### La Rioja Tierra Abierta
Desde el 15 de abril hasta el 30 de septiembre de 2000, se desarrolló en Calahorra la primera edición de La Rioja Tierra Abierta. Fue inaugurada por el rey Juan Carlos I y la reina Sofía. La catedral de Calahorra acogió una muestra sobre la historia de La Rioja, con piezas del patrimonio de la diócesis de Calahorra y La Calzada-Logroño, el Museo de La Rioja y otras colecciones privadas. La exposición constituía un viaje desde la prehistoria hasta la actualidad, con muestras de fósiles autóctonos riojanos como el Riojaia perezi del Cámbrico Medio, de amonites o de terebrátulas, además de fósiles de mamíferos como el cráneo de un hipparion. La exposición también incluía piedras talladas, hachas pulimentadas, puntas de flecha, piezas de cerámica y de fibras vegetales, molinos de mano... que reflejan la evolución del ser humano desde las cavernas de la Edad de Piedra hasta los primeros poblados de la Edad de los Metales. Siguiendo este viaje en el tiempo, La Rioja Tierra Abierta continuaba con los romanos con sus armas, monedas, mosaicos, esculturas, utensilios de vidrio y de cerámica... Así pasamos a la Edad Media, mostrándose en la exposición las Glosas Emilianenses en las que aparecen por primera vez en la historia palabras en romance hispano y en euskera, incluidas en los magníficos Códices de San Millán de la Cogolla, la Torá de Calahorra, los fueros de algunas ciudades como Nájera y Calahorra, numerosas Vírgenes y cristos románicos, relicarios, cofres, arquetas... y como muestras del Renacimiento y la Edad Moderna: las primeras obras impresas en La Rioja, los cálices, los portapaces y las custodias, (reflejo del apogeo de la orfebrería en La Rioja), los trípticos al óleo de influencia italiana o hispano-flamencos, los marfiles y las pinturas de San Millán y varias tallas de Gregorio Fernández, también destacan algunas muestras del arte colonial del siglo XVII y del siglo XVIII. Con la entrada de la Edad Contemporánea la ciencia adquiere una gran importancia, lo que se ve reflejado en la exposición en los planos y mapas, los tratados de botánica, los primeros periódicos, los cuadros de influencia ilustrada de temática social, instrumentos de medida, las primeras fotografías y anuncios, y las primeras bombillas, palmatorias o quinqués. La última parte de la exposición estaba dedicada a los riojanos ilustres del siglo XX y a la flora y fauna de la región.

### Fiestas patronales
En honor de sus patronos San Emeterio y San Celedonio se celebran:
- de invierno: del 1 al 3 de marzo.
- de verano: del 25 al 31 de agosto.

Hay seis peñas, cada cual tiene un pañuelo y blusa de un color característico: la Peña Philips de rojo, la Peña de El Sol de verde, la Peña Calagurritana de negro, la Peña Riojana de azul, de color granate la Peña El Hambre y de color rosa la Peña La Moza. Esta última es la más reciente, fundada en 2008, siendo la decana la Peña Philips fundada en 1954.
En ellas hay encierros de novillos y vaquillas, corridas de toros y rejones, con las peñas recorriendo las calles acompañadas por charangas, degustaciones gratuitas de las peñas, gigantes y cabezudos, correfoc, conciertos de música, fuegos artificiales o toros de fuego entre otras muchas cosas. Una de las cosas más destacadas y que más afluencia de público tiene son las degustaciones de zurracapote que las peñas de la ciudad ofrecen en sus respectivas sedes, y es que el popular zurracapote fue creado en Calahorra hace más de medio siglo por peñistas de la Peña Philips.
Las degustaciones de vino, choricillo, sardinas, chocolate o ranchos son también habituales en las fiestas. Solo la Peña Philips ofrece degustaciones gratuitas, el resto de peñas ofrecen degustaciones gratuitas y no gratuitas. Las fiestas de Calahorra están declaradas de Interés Turístico Regional.
Se celebran también, una vez cada año en primavera, las Jornadas de la Verdura, donde se muestra la gran variedad de productos de la comarca, las cuales ya han obtenido renombre en todo el país. Otros días importantes de celebraciones son el de San Antón, San Blas, San Isidro y Santa Catalina. Los carnavales calagurritanos fueron famosos en toda la provincia, actualmente siguen teniendo mucha fuerza.

### Semana Santa calagurritana

Domingo de Ramos en Calahorra (2025).

La Semana Santa Calagurritana está declarada Fiesta de Interés Turístico Nacional desde el año 2014 y anteriormente fue declarada Fiesta de Interés Turístico Regional en el año 1998. Un fin de semana antes de Semana Santa se organiza el Mercaforum, un mercado romano en el cual se vende comida, artesanía, joyas, monedas,... se organizan variadas exhibiciones de temática romana, desde teatro al aire libre hasta aves, desfiles de legiones romanas, luchas de gladiadores (procedentes de Hungría), pasando por actuaciones infantiles o artistas ambulantes.
La Cofradía de la Vera Cruz se encarga de organizar las procesiones de la Semana Santa en la ciudad. Un total de 16 pasos recorren las calles de la ciudad de Calahorra. En la actualidad, la Semana Santa Calagurritana es la más grande de todo el norte de España.
Todos los Jueves Santos el Grupo Paso Viviente organiza la Escenificación de la Pasión, donde en un recorrido de casi 1 km representan la Pasión de Cristo desde la entrada en Jerusalén con la Borriquilla hasta la Crucifixión y Resurrección pasando por La Última Cena, Huerto de los Olivos o el Juicio de Poncio Pilato. Un acto que lleva representándose en Calahorra desde el año 1980 y que año tras año está en constante renovación.

### Monumentos

#### Monumentos religiosos
- Catedral de Santa María: es un edificio básicamente gótico tardío de finales del siglo XV, con añadidos de diversos estilos y épocas posteriores. Fue levantada en un paraje junto al río Cidacos, poco común al estar apartado del centro urbano, por ser el lugar donde la tradición local situaba (atestiguado al menos desde el siglo IV) el martirio de los dos soldados patronos de la ciudad, San Emeterio y San Celedonio. Se trata de un edificio de sillería con tres naves, crucero, girola y claustro. La fachada norte, de estilo plateresco, está dedicada a San Jerónimo. El coro es renacentista y hecho en sillería. Cuenta con los retablos platerescos de las capillas de San Pedro y la Visitación. Tiene también rejerías góticas. Una de las tallas, del siglo XIV, representa al Cristo de la Pelota. Cuenta con una espléndida Pila Bautismal gótica. La sacristía y el claustro plateresco albergan el museo diocesano con piezas de gran interés como una biblia sacra, del siglo XII, la Custodia del Ciprés, del siglo XV, donada por Enrique IV de Castilla, o la Torá Judía. Fue declarada Bien de Interés Cultural en la categoría de Monumento el 3 de junio de 1931.[55]
- Palacio episcopal: situado junto a la catedral, data de los siglos XVI (edificio original) al XVIII (ampliación realizada por el obispo Juan Luelmo). Se trata de la residencia oficial del obispo de la diócesis de Calahorra; aunque en la actualidad, por comodidad pastoral, el prelado habita permanentemente en Logroño, capital civil de la región.
- Santuario del Carmen (PP. Carmelitas): data de 1603 y está construido en estilo barroco. En su interior hay tres retablos de la misma época y una virgen del siglo XVII atribuida a Gregorio Hernández.
- Iglesia parroquial de Santiago Apóstol: neoclásica (siglos XVII y XVIII), con un hermoso pórtico. En el interior destaca el grandioso retablo mayor del siglo XVIII, barroco, dedicado a Santiago el Mayor y construido por Diego de Camporredondo, y la imagen del Cristo de las Maravillas, gótico del siglo XIV, procedente de la iglesia original (Santiago el Viejo). En 1957 se suprimió el coro bajo que ocupaba las primeras y segundas columnas de la entrada. Cierra un extremo de la plaza de El Raso. Tiene incoado expediente como Bien de Interés Cultural en la categoría de Monumento desde el 1 de julio de 1982.[55] Además alberga numerosas reliquias, entre ellas una lignum crucis.
- Iglesia parroquial de San Andrés: originalmente del siglo XVI, aunque levantada sobre un templo del siglo XI y reformada en el siglo XVI. En el siglo XVIII se le añadió un tramo más y una nueva cabecera. Consta de una espléndida portada gótica y una torre cuadrangular. En su interior destacan el Cristo de la Vera Cruz (que se procesiona en Semana Santa) de Guiot de Beaugrant, año 1560, los retablos y el coro de estilo rococó (siglo XVIII), en el coro se expone un lienzo barroco (siglo XVII) de la Inmaculada concepción, posiblemente de Ribera y también destaca la capilla de la Dolorosa, una bella talla de candelero del siglo XVIII, donde está enterrado Pedro García Carrero, médico de la corte de Felipe III y Felipe IV.[26]
- Iglesia de San Francisco, data del siglo XVII. Ha sido remodelado en numerosas ocasiones. Adosado al templo existió antiguamente un convento franciscano que sufrió la exclaustración de 1835, siendo utilizado como cárcel, juzgado, escuela, teatro... Finalmente este convento se derribó en 1921 por amenaza de ruina. La fachada ha sido reconstruida en su mayor parte, la original era barroca; el templo conserva once altares más el mayor.[9] Actualmente está cedida a la Cofradía de la Santa Vera Cruz, en la cual tiene su sede civil y la Exposición Permanente de Pasos de Semana Santa.
- Monasterio de San José (HH. Carmelitas Descalzas), de finales del siglo XVI. Destaca Cristo atado a la columna, de Gregorio Hernández, barroco de 1625.
- El Crucifijo, se encuentra cerca del Carmen, es un templete del siglo XVI (humilladero) cuadrado de arcos ligeramente apuntados sobre balaustres adosados a los pilares de los estribos. Está cubierto por una bóveda de crucería estrellada.[26]

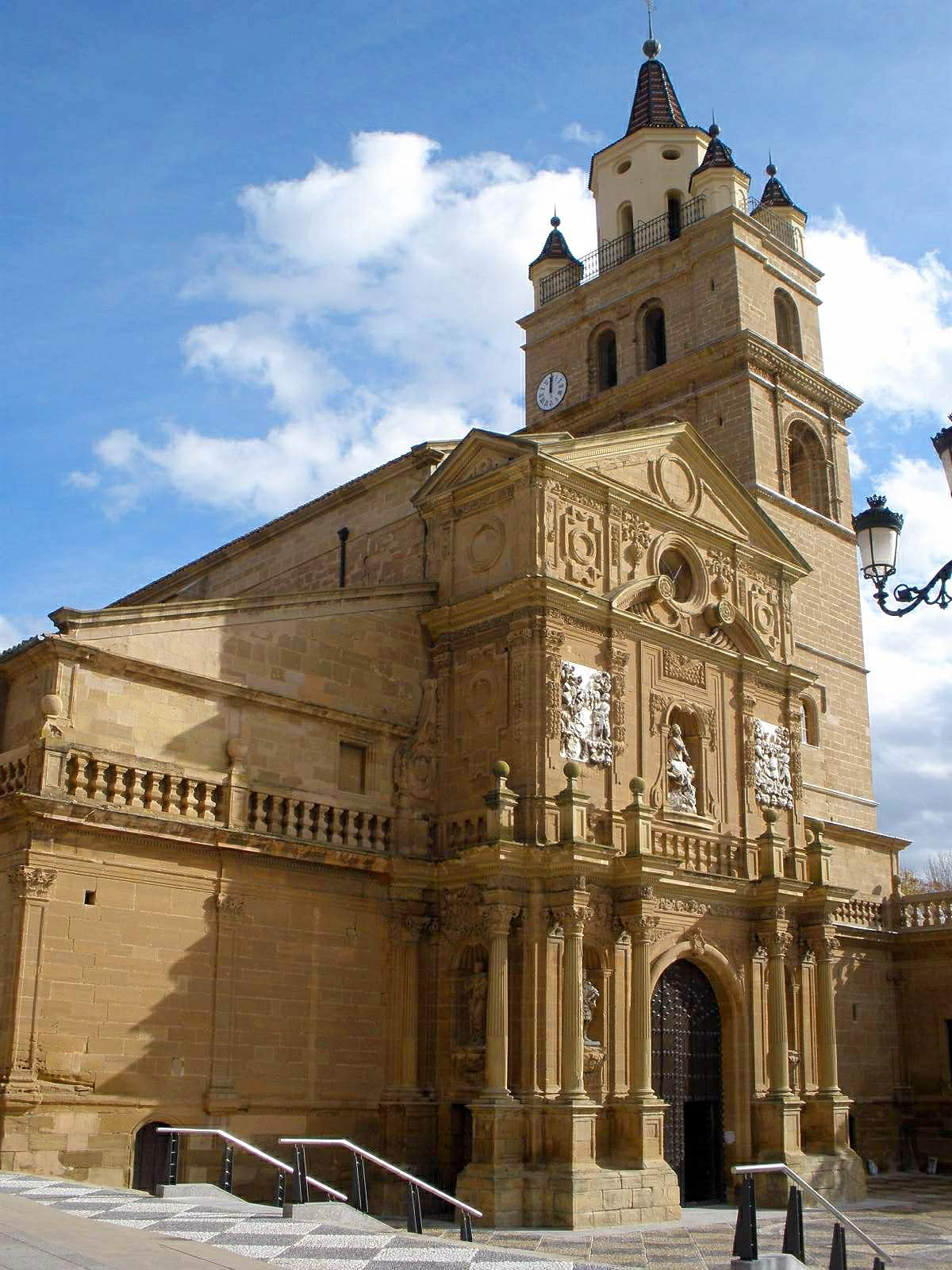
Catedral de Calahorra
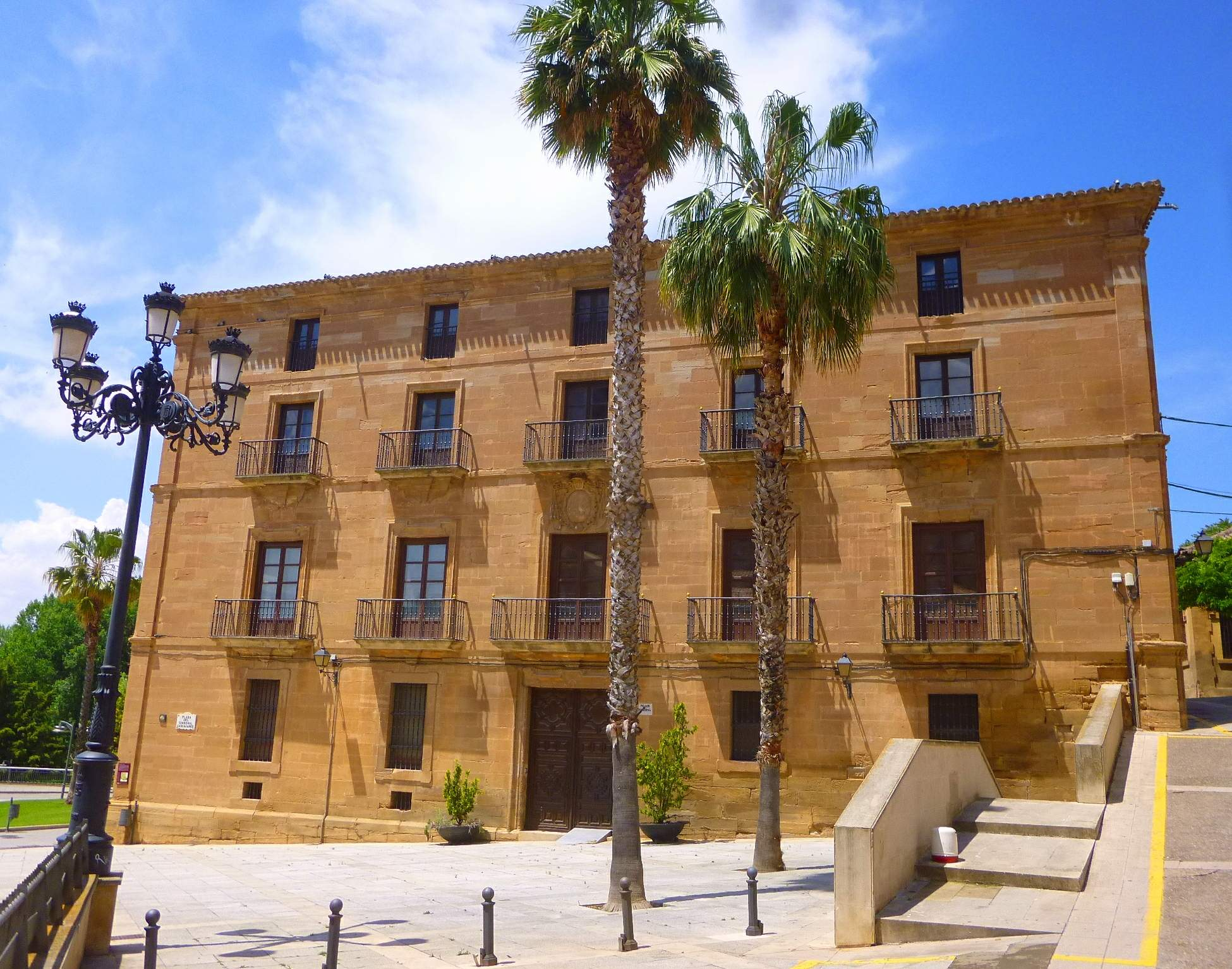
Palacio episcopal
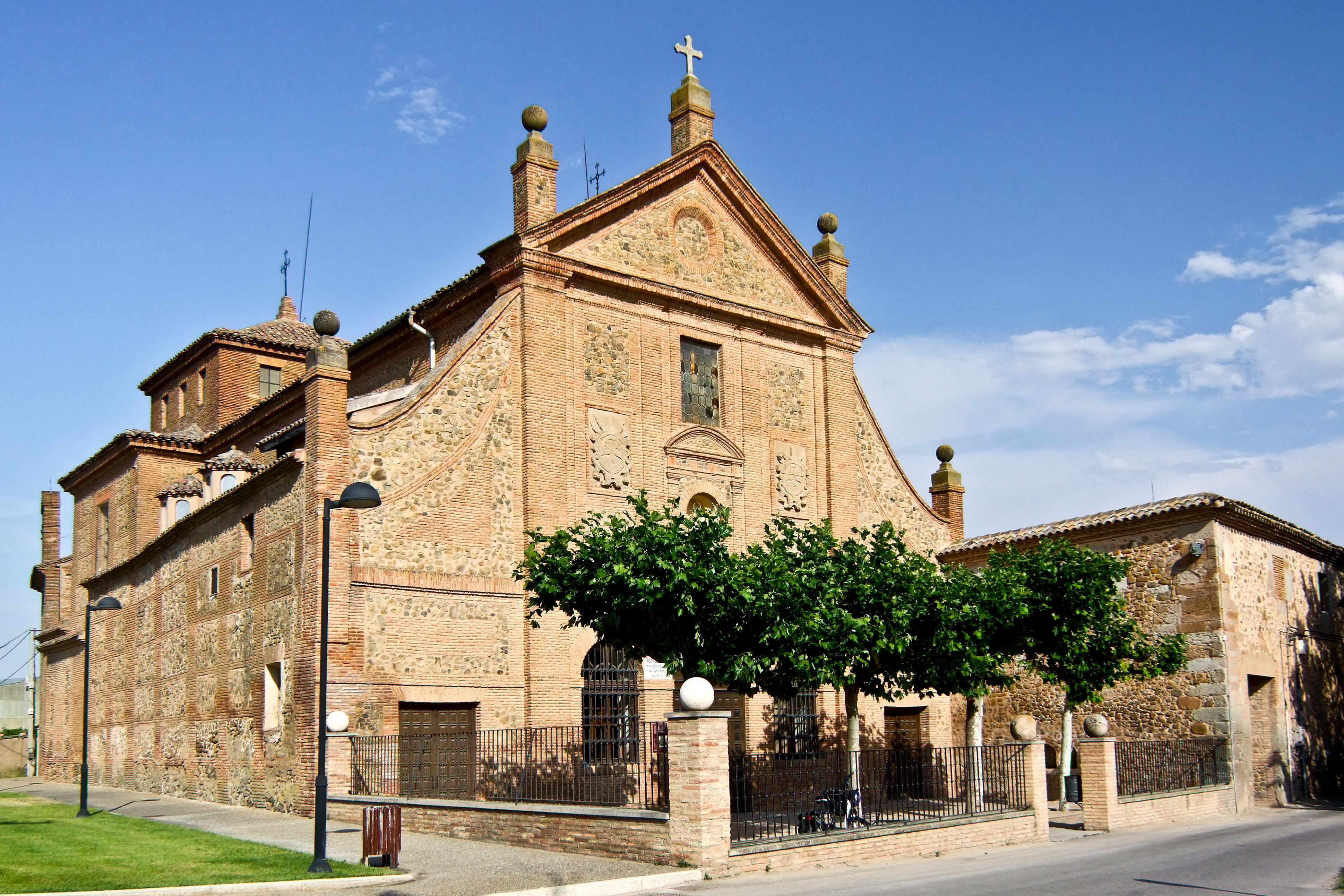
Santuario del Carmen
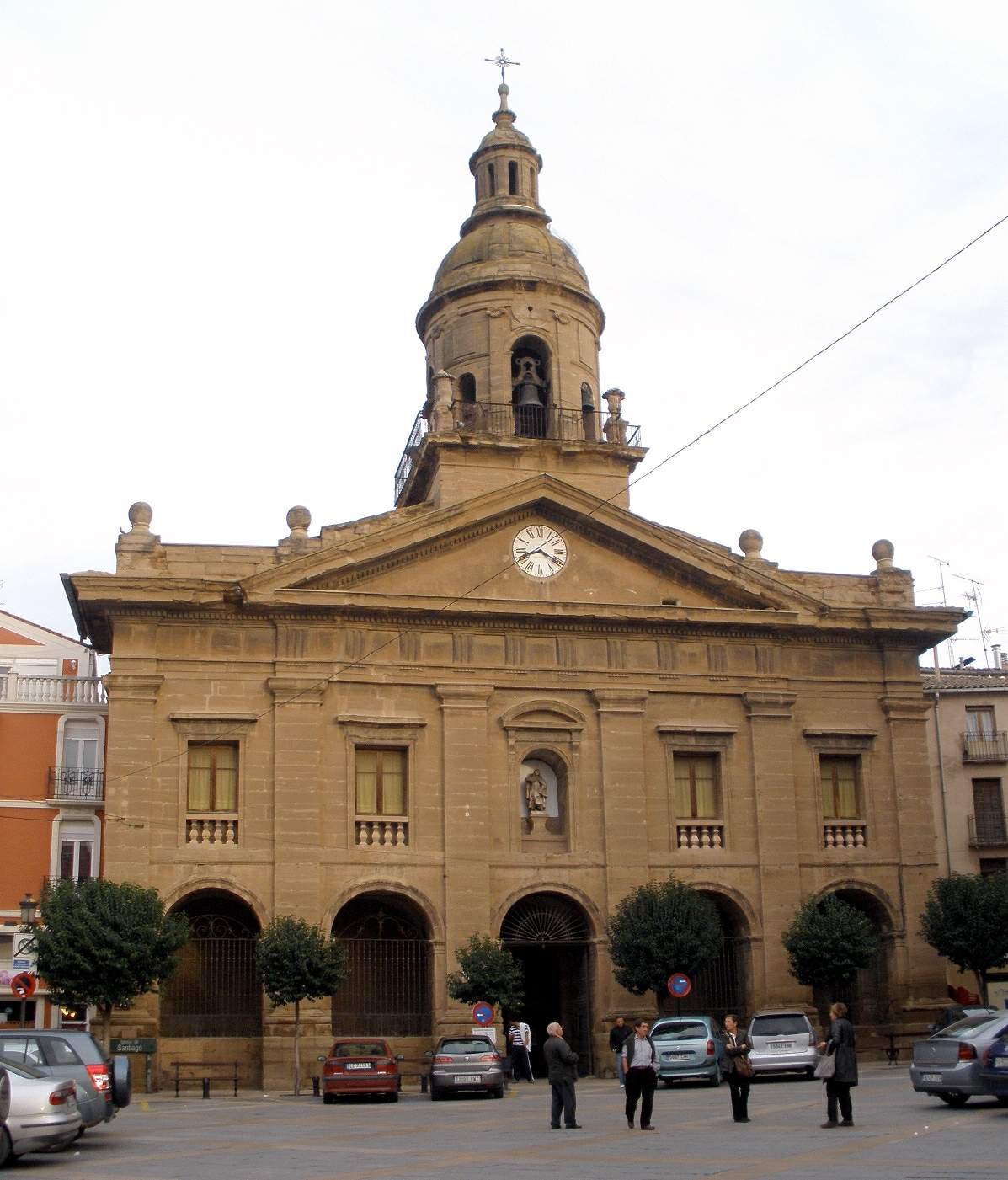
Iglesia de Santiago
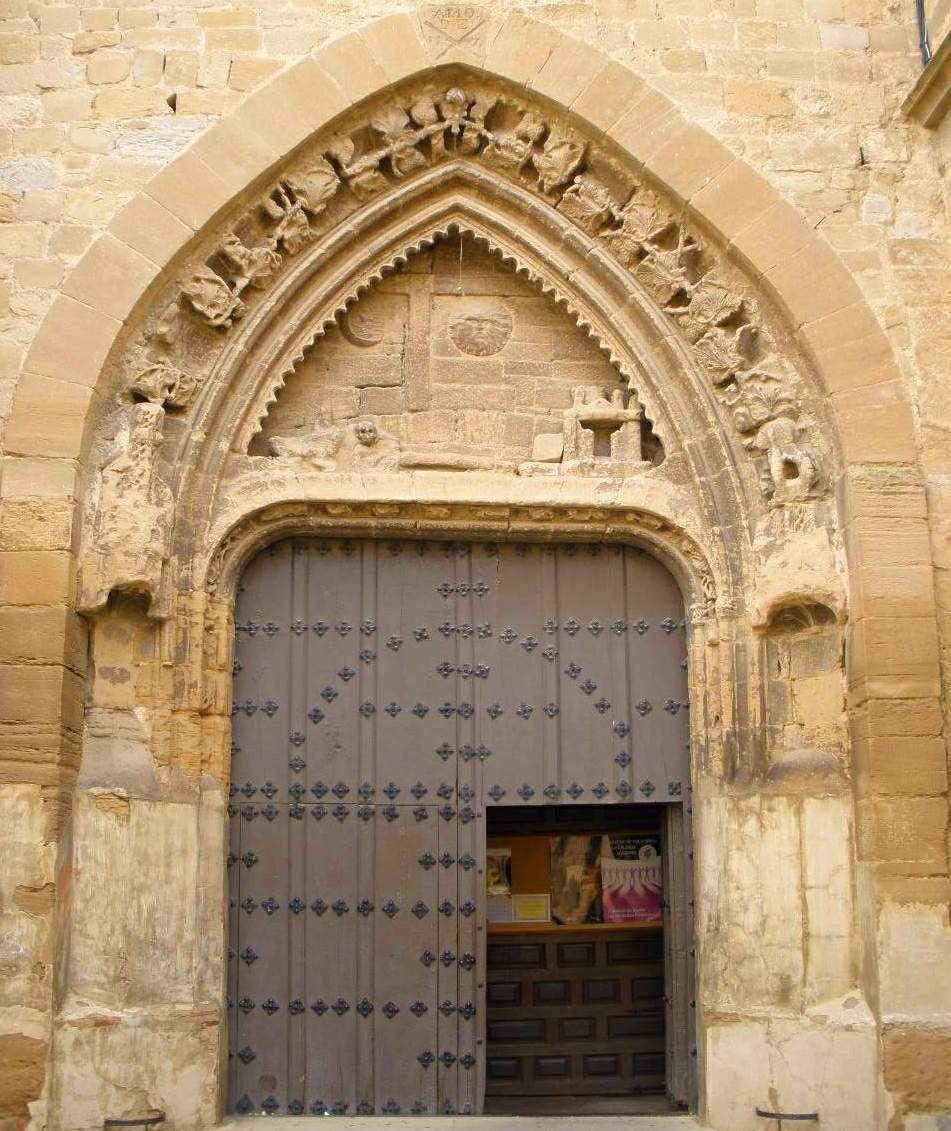
Portada del gótico-florido de la iglesia de San Andrés
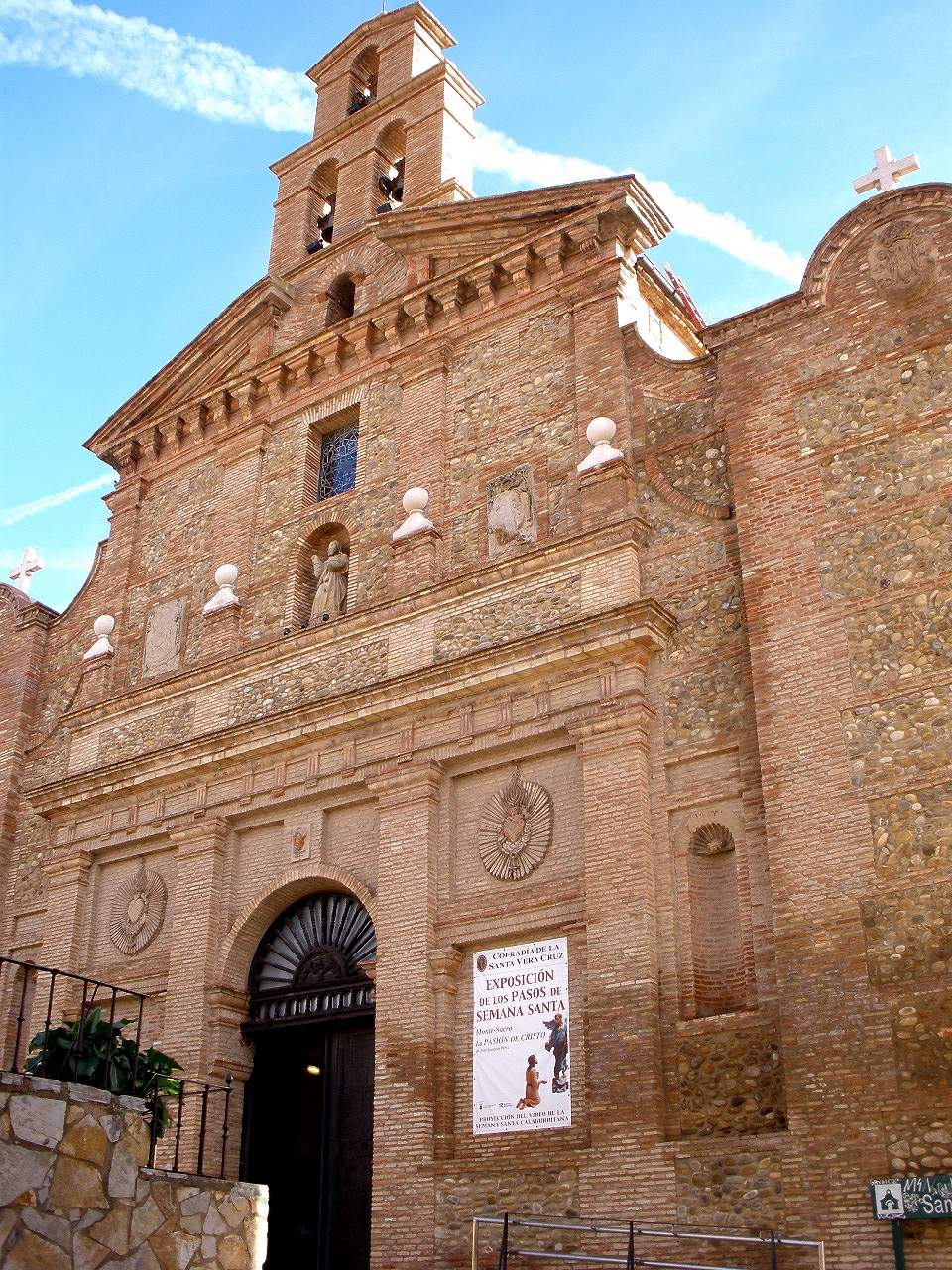
Iglesia de San Francisco
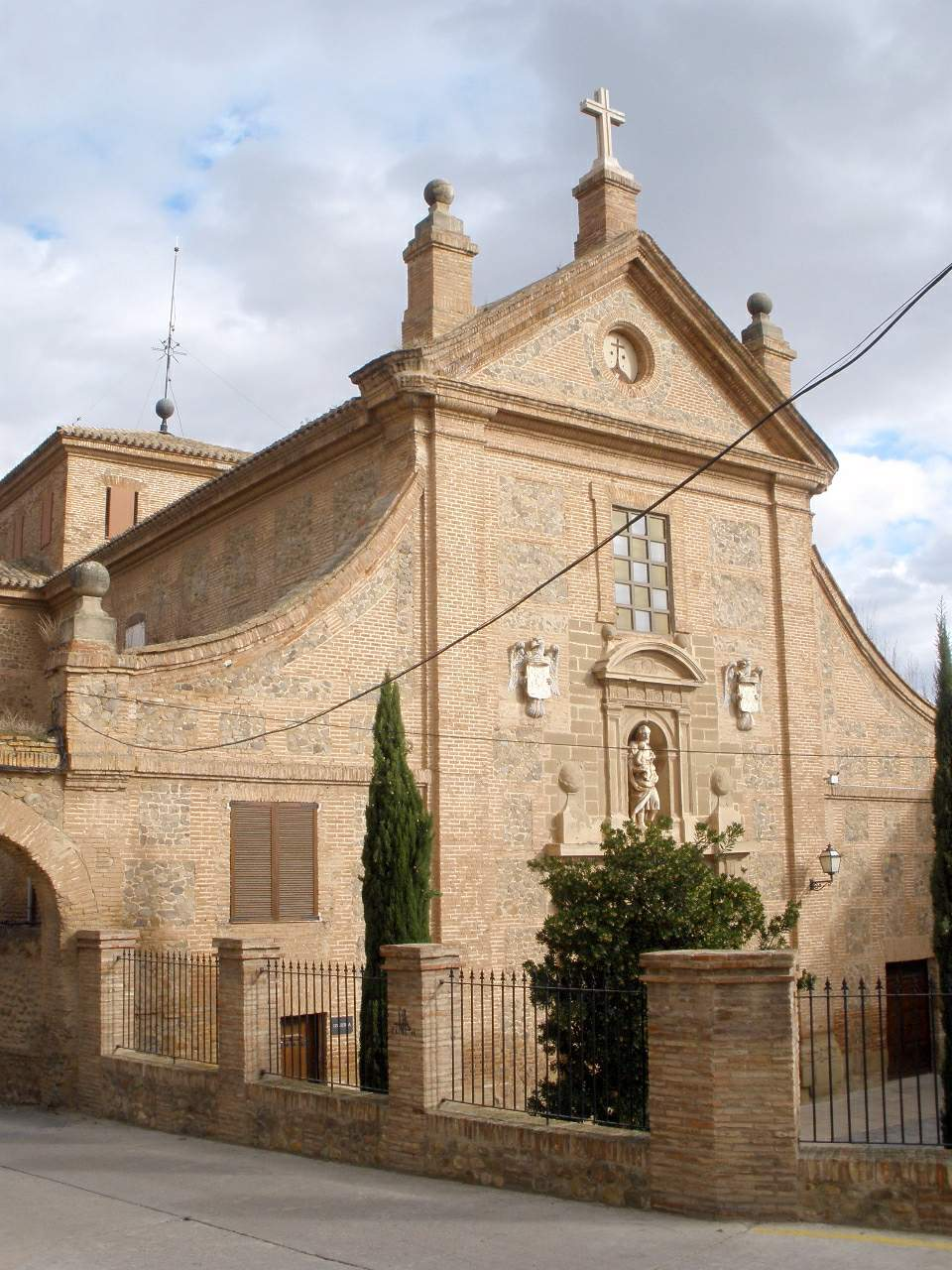
Monasterio de San José
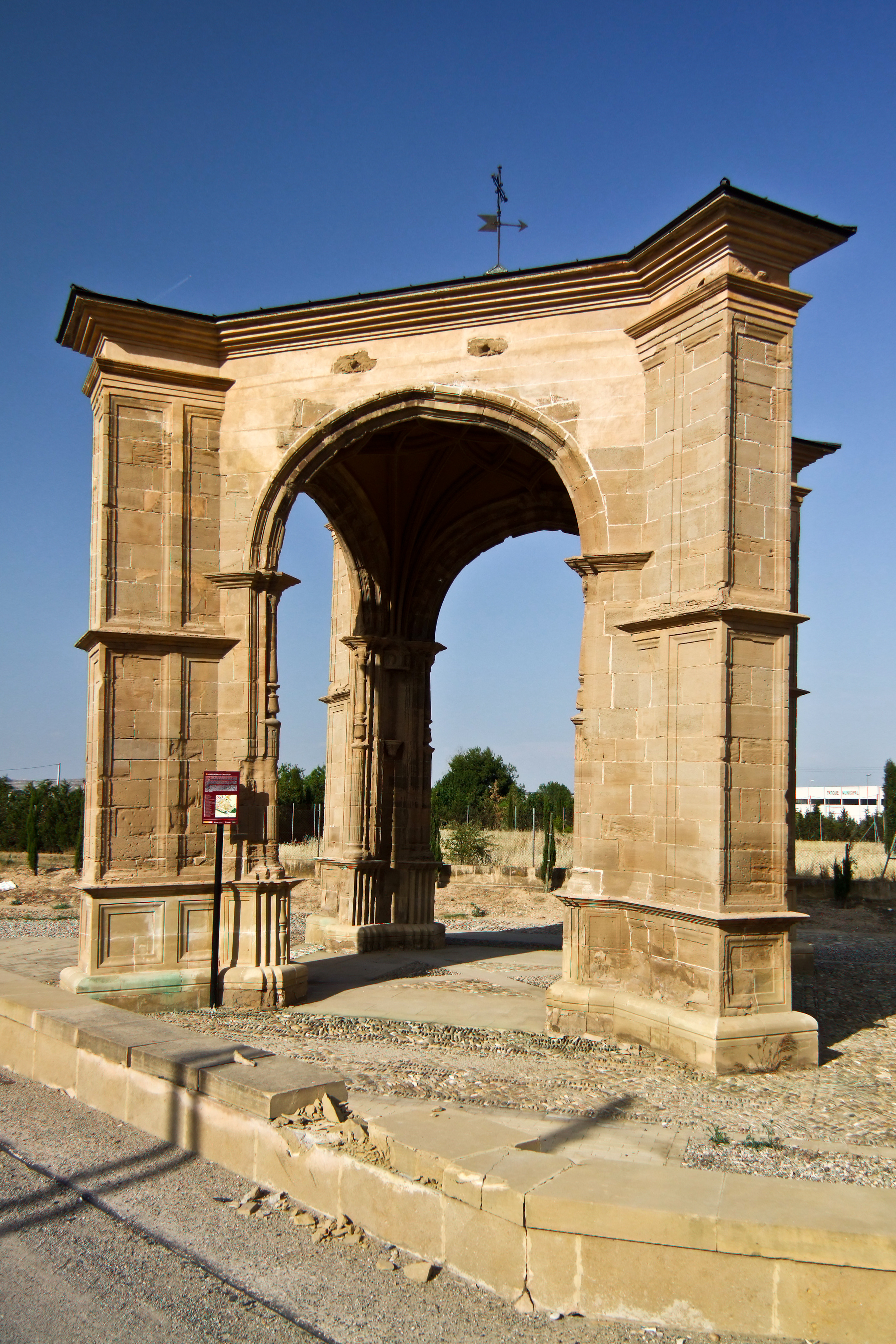
Crucero-humilladero

#### Monumentos civiles
- Estatua de Quintiliano: Erigida por suscripción popular en 1970 en homenaje al más ilustre hijo de la ciudad junto al poeta del siglo IV d. C. Aurelio Prudencio Clemente. Se encuentra en pleno centro de la ciudad en la glorieta que lleva su nombre y delante de la casa consistorial, y al lado de la fuente inaugurada en el año 2002. Su autor es Antonio Loperena Eseverri. Su última restauración a la que fue sometida la efigie del orador fue acometida en agosto de 2022 y consistió en la limpieza por microabrasión así como la recuperación y consolidación de la piedra arenisca que presentaba desgaste natural en la parte izquierda de la túnica, así como el refuerzo del brazo y la muñeca derecha que presentaba pérdidas de material.
- La matrona: Estatua realizada por el escultor bilbaíno Adolfo de Aréizaga en mármol blanco de Carrara con un coste de 3500 pesetas. Fue inaugurada el 31 de agosto de 1878 en la plaza del Raso, frente a la iglesia de Santiago, su primer emplazamiento. Años después, fue trasladada al paseo del Mercadal, junto al Parador Nacional de Turismo. Representa a la Fames Calagurritana y es el símbolo de la ciudad. Recuerda los hechos acaecidos durante el asedio de las tropas pompeyanas, el año 72 antes de Cristo. Luce las leyendas siguientes:

Prevalecí contra Cartago y Roma
Consiguió Calahorra el trofeo de vencedora e invencible por la nobleza de su sangre, por su estirpe, por las ciencias, por sus virtudes y por su valor guerrero.
Muy Noble, Muy Leal y Fiel Ciudad de Calahorra.

- La Moza o Rollo Jurisdiccional, se encuentra en el céntrico paseo del Mercadal. Rollo jurisdiccional de época medieval. Símbolo de ciudad libre y soberana, no dependiendo de ningún señor feudal sino directamente del Rey. Durante la Edad Media en él se ajusticiaba a los malhechores y se los exponía a la vergüenza pública. Actualmente está considerado Bien de Interés Cultural y declarado Monumento Histórico Artístico desde 1963.
- Lápida de Longinos, ubicada en el paseo del Mercadal. Es una réplica de la encontrada el 4 de marzo de 1978 en los alrededores del parque de la Era Alta. La losa original medía un metro y medio de alto por sesenta de ancho, y estaba dividida en dos partes. En la superior, con forma semicircular, había esculpido un jinete a caballo y un hombre caído. La parte central contenía una inscripción en latín y la traducción de la inscripción de la lápida reza: «Julio Longino; hijo de Dolesio Bitcentino; Beso de origen; Soldado de á caballo de la Ala de Tutos, la Victriz. Ciudadano romano; Emerito; yace aquí, de edad de cuarenta en la Era 22. Sus herederos Sulpicio Susula, y Fusco Bicio cuidaron de erigirle este momento en cumplimiento de lo ordenado en su testamento». La original, que estaba partida, quedó destruida y enterrada en 1934 al ser derribado el antiguo ayuntamiento situado en la plaza del Raso lugar que hoy ocupar el mercado municipal de Abastos.
- Busto de Bebricio, situado en el paseo del Mercadal. Escultura en bronce, homenaje al soldado Bebricio, que entregó su vida a los dioses tras enterarse de que su general Sertorio fue traicionado y asesinado. Es un ejemplo de la fidelidad que los habitantes de Calagurris profesaban por Sertorio en su guerra contra Pompeyo.
- Monumento a la Verdura, situado en el paseo del Mercadal. Escultura en honor a la producción hortícola de la Ciudad de la Verdura. Realizada en bronce sobre pedestal de mármol por Luis Xubero en 2008, representa los diferentes productos que ofrece la huerta calagurritana.
- Restos del circo romano en el paseo del Mercadal. El circo tenía unas medidas de 360 m de largo por 80 de ancho. Los "carceres" o casillas de salida se hallan en la zona del ayuntamiento y sólo se conserva a la vista parte de la cabecera semicircular norte, junto a la Matrona. En este lugar se han hallado restos de los canales de desagüe que desembocaban en las termas existentes en aquella época en lo que ahora es el actual Centro Comercial ARCCA. Algunos de los canales de desagües están expuestos en el parque de la Era Alta, a escasos metros de dicho lugar.
- Escultura Agricultores del artista cántabro Lucio Marcos Pernía, realizada por encargo de la Comunidad general de regadíos de Calahorra en el año 2008. Realizada en acero corten e inoxidable. Ubicada en el parque Víctimas del Terrorismo junto a la biblioteca.
- Monumento a Aurelio Prudencio, situado en la calle César Augusto en el sector B5. Se levantó a iniciativa de la asociación Amigos de la Historia de Calahorra por suscripción popular a uno de los personajes más importantes que ha dado nuestra ciudad a lo largo de la historia. Aurelio Prudencio era un poeta calagurritano de la segunda mitad del siglo IV que entre otras de sus composiciones, cantó a los santos de Calahorra Emeterio y Celedonio.
- Busto de Juan de Jesús María, ubicado en la plaza que lleva su mismo nombre, frente a la Comisaría de la policía local de Calahorra. Fray Juan de Jesús María fue un Carmelita descalzo que nació en Calahorra el año de 1564
- Busto de Don Pedro Gutiérrez Achútegui (1880-1973), costeado por 218 ciudadanos y realizado en bronce por Gonzalo Martínez, se inauguró en 1980 en unas jornadas en honor a su figura. La pieza estuvo situada en primer lugar en el paseo del Mercadal pero actualmente se ubica en el Planillo de San Andrés. Nombrado hijo predilecto el 23 de febrero del 1964, en 1970 recibió la medalla de Alfonso X el Sabio del Ministerio de Educación y Ciencia, por su trabajo y sus escritos sobre la historia de Calahorra. Fotografió los acontecimientos de la ciudad, y fue la base del actual archivo y biblioteca de la que se convirtió en el primer archivero y bibliotecario. El busto de Don Pedro, fue noticia en enero de 2022 cuando el ayuntamiento denunció su desaparición. Durante tres meses la obra estuvo en paradero desconocido, incluso el consistorio pensó en realizar una nueva pieza que sustituyera a la original. A principios de abril un ciudadano localizó la obra, escondida entre materiales de una obra cercana al parque del Cidacos. El busto volvió a ser colocado en su actual ubicación.
- Estatua Don Quijote y Sancho Panza, se encuentra en la plaza de Ricardo Díaz Palacio en pleno casco antiguo de Calahorra. La obra consta de las dos efigies de los personajes, un medallón de Cervantes y una placa con los versos del capítulo X de la segunda parte del Quijote, que nada tienen que ver con la ciudad y que fue repuesta en 2022, ya que la original sufrió desperfectos durante la reciente reforma de la plaza. La pieza fue donada por Ricardo Díaz a la ciudad en 1971, de ahí que la plaza lleve su nombre.
- El casco antiguo mantiene la estructura urbana original romana, en él se encuentran los restos de la red de alcantarillado romano, cloacas romanas descubiertas en 1979 bajo la calle San Andrés y excavados 45 metros de las mismas hallándose varios restos interesantes entre los que destacan el Sello de Eneas (un entalle para ir engarzado en un anillo donde se recogía la escena de Eneas huyendo de la incendiada Troya, llevando a su padre Anquises sobre los hombros y a su hijo Ascanio de la mano, en destino desconocido en la actualidad), un pendiente de oro con tres perlas están expuestos en el Museo de la Romanización.[56] El yacimiento de la clínica, restos de una villa romana del siglo I en tres niveles, que estaba decorada con columnas y estucos. Entre los hallazgos, que se conservan en el Museo de la Romanización, destaca la Dama Calagurritana, busto en mármol de una mujer. Cerca de este yacimiento, se localizan los restos más importantes de la muralla del siglo III y la puerta romana del arco del Planillo.[26]

Hay otras construcciones relevantes que son dignas de ser visitadas, como el antiguo seminario conciliar o varios edificios modernistas tales como la Casa de las Cariátides.

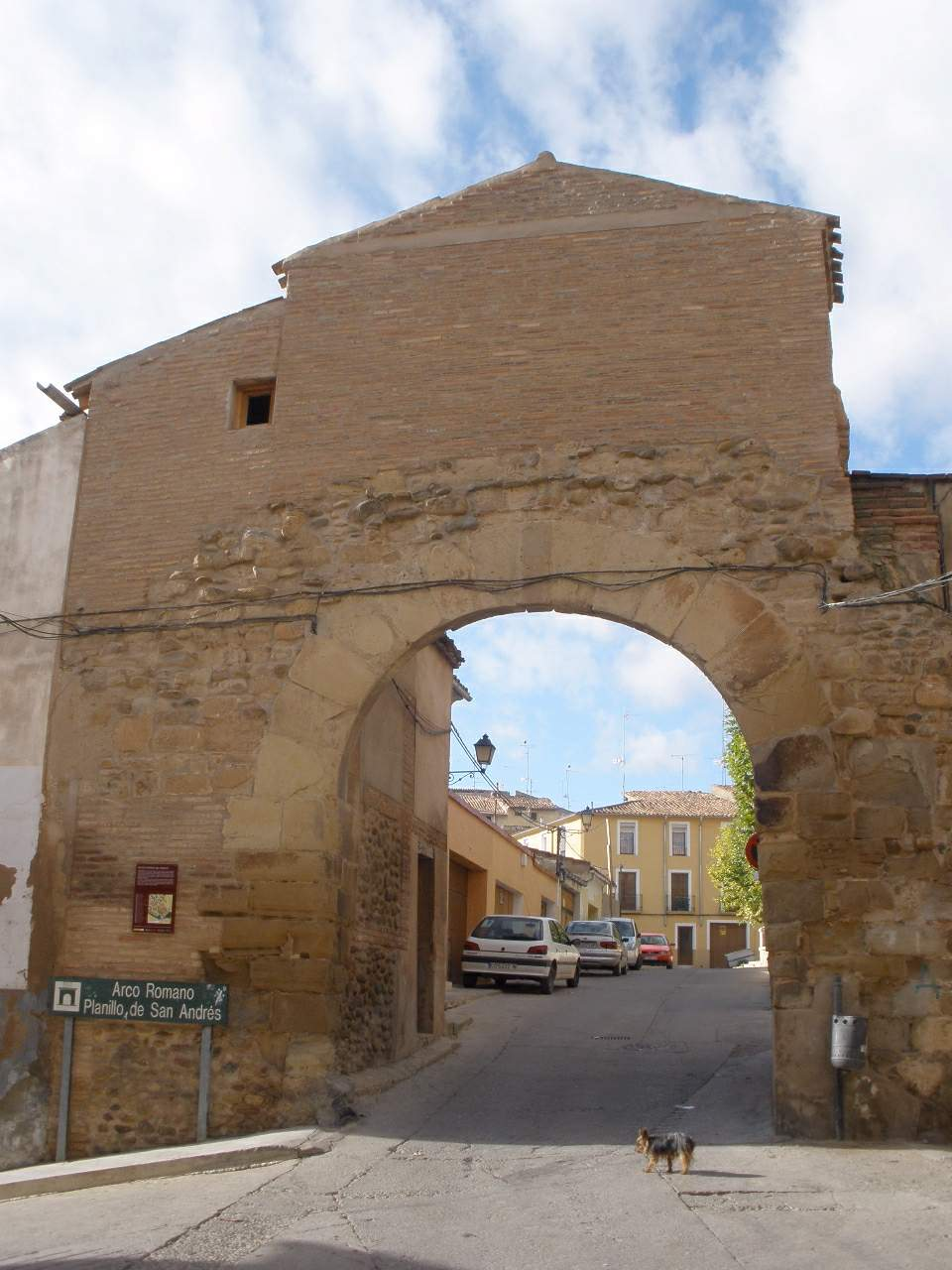
Arco del planillo de San Andrés
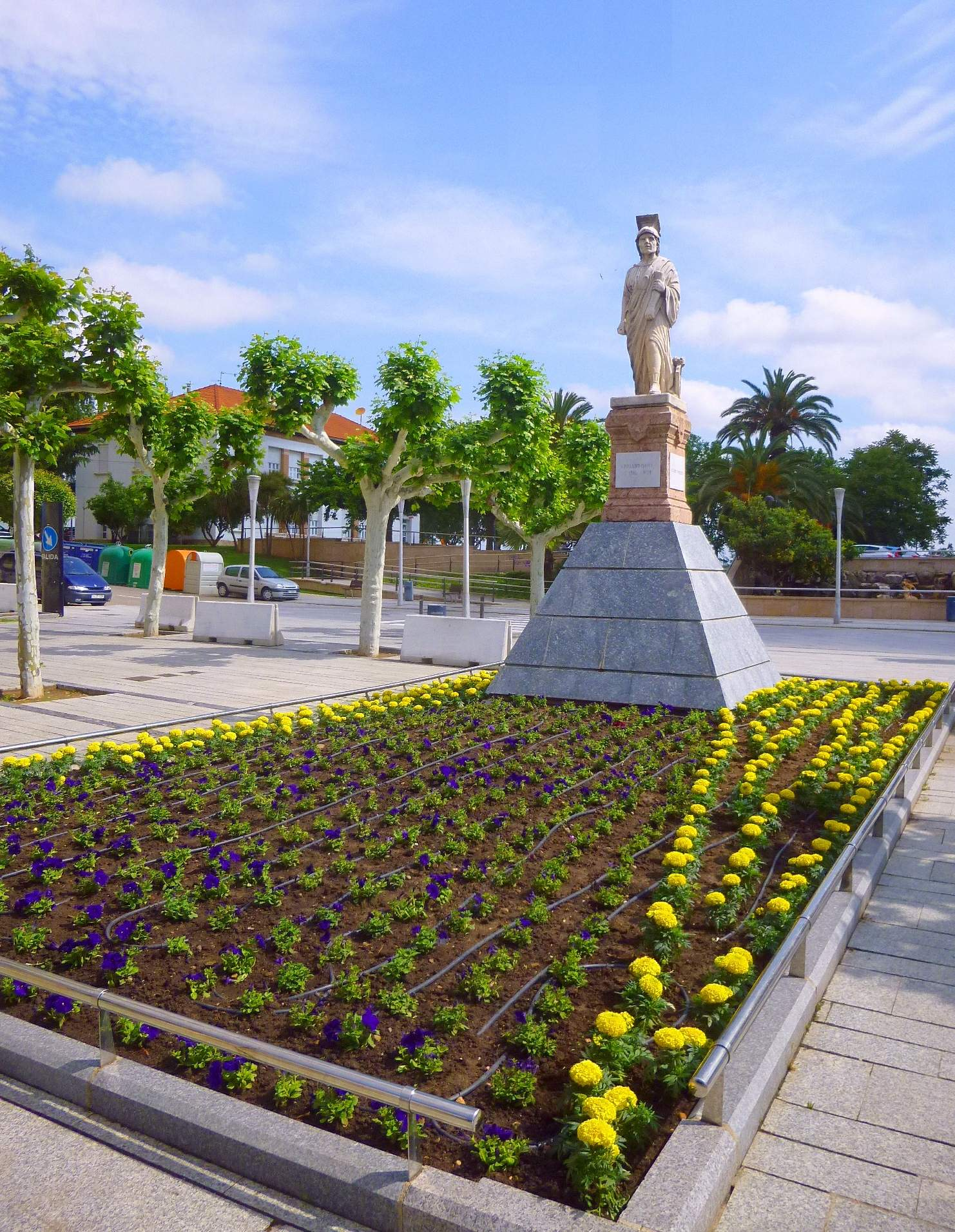
La Matrona
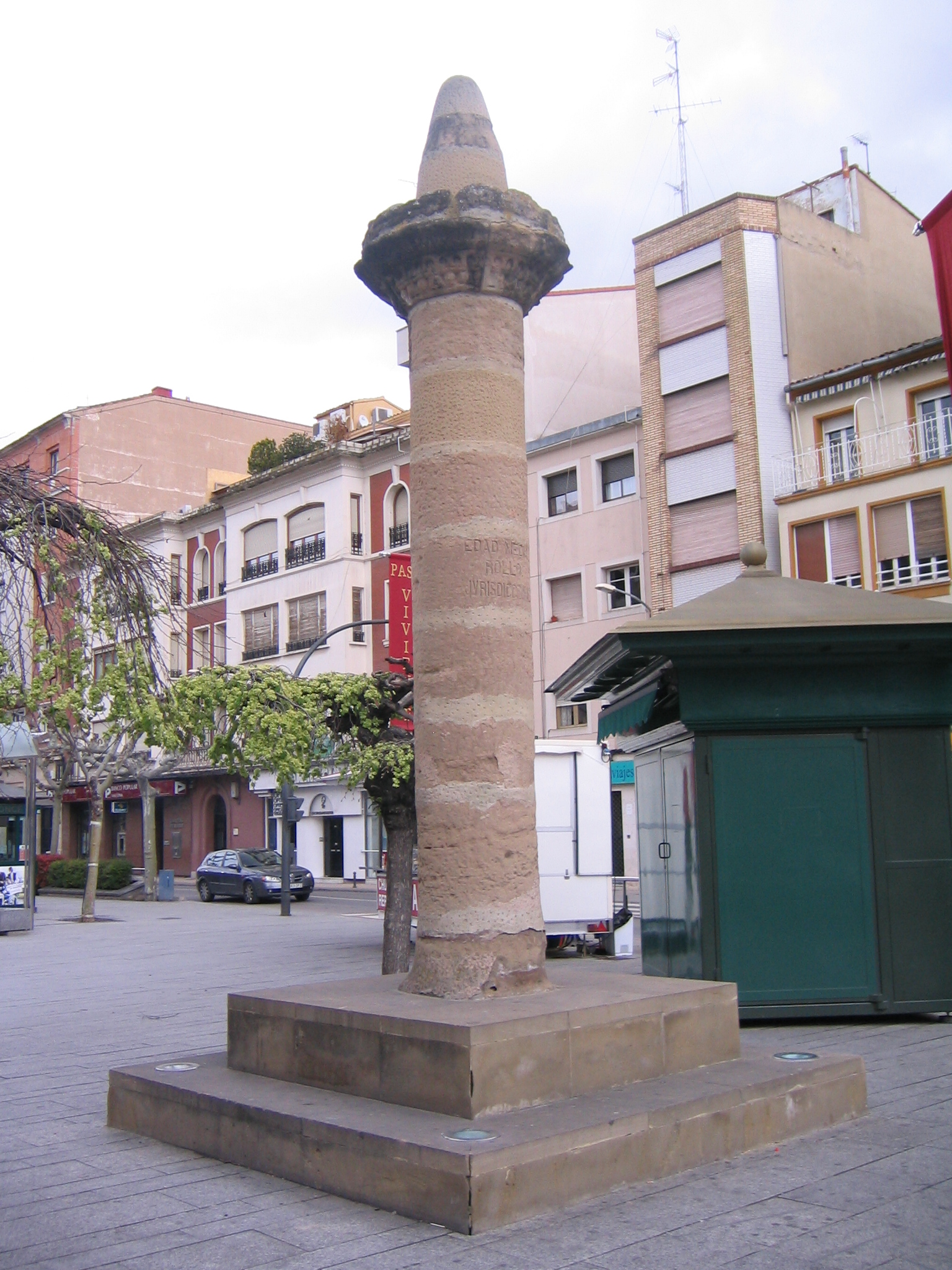
La Moza, en el paseo del Mercadal
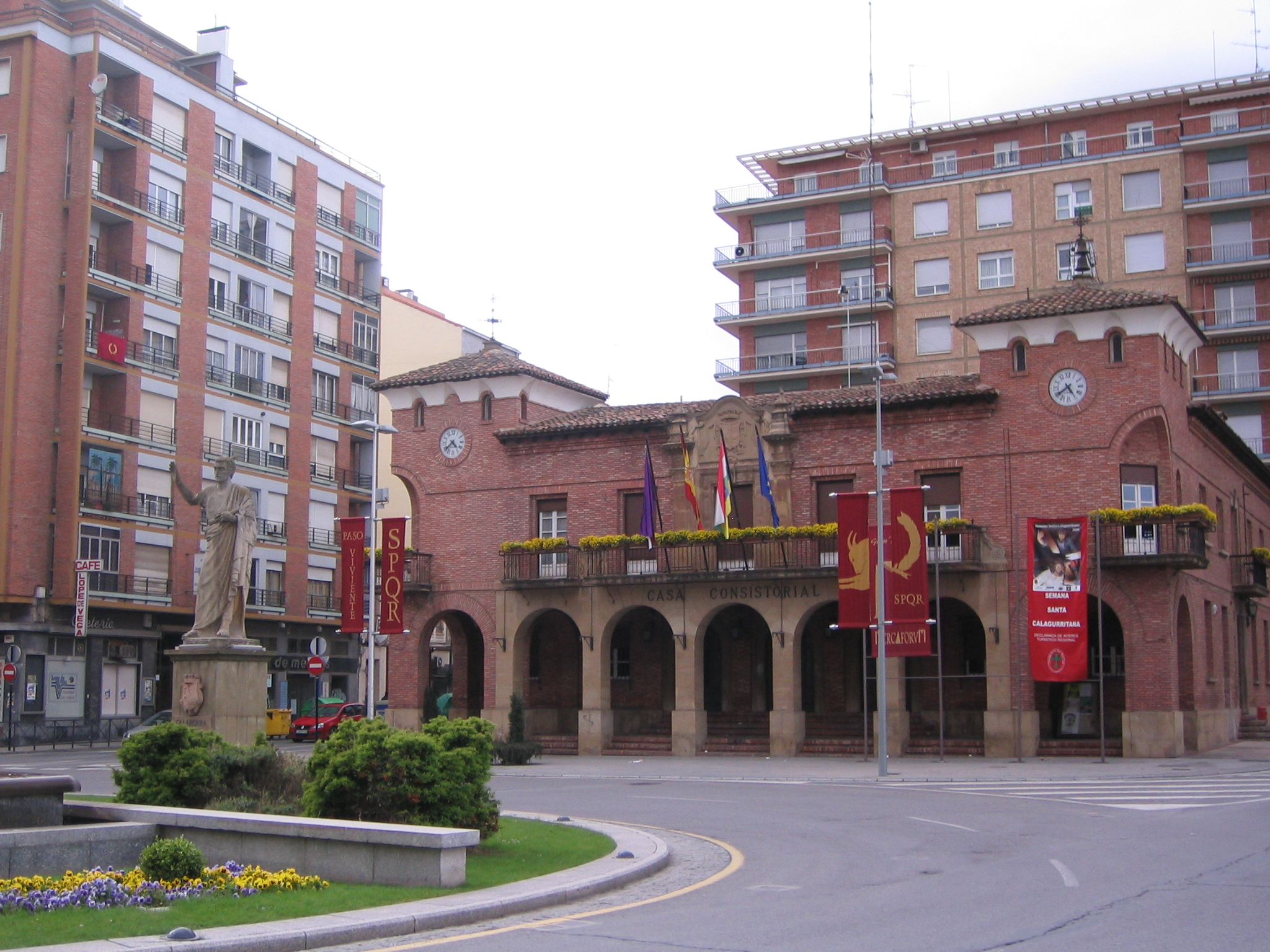
Ayuntamiento y estatua a Quintiliano
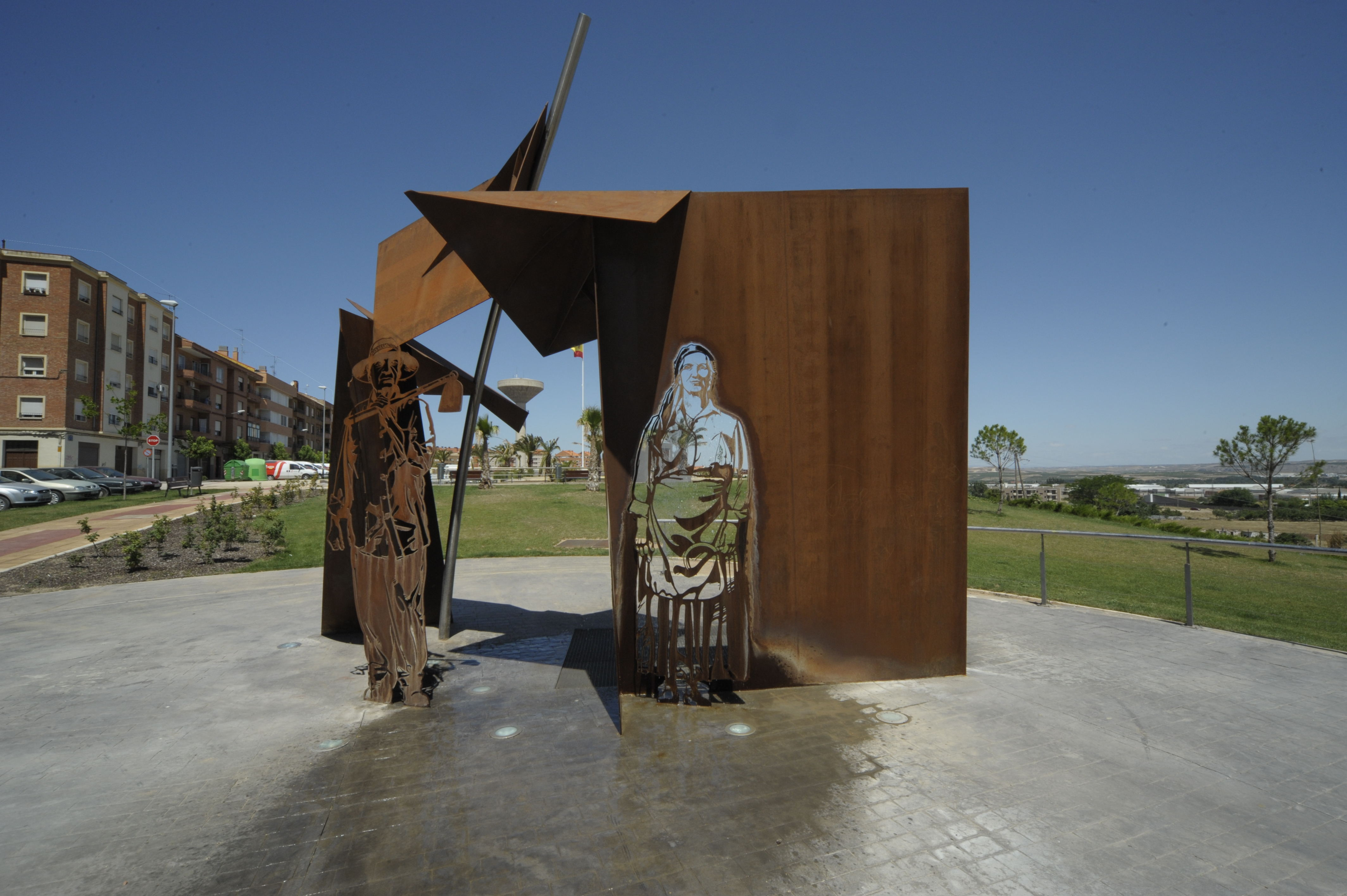
Escultura Agricultores
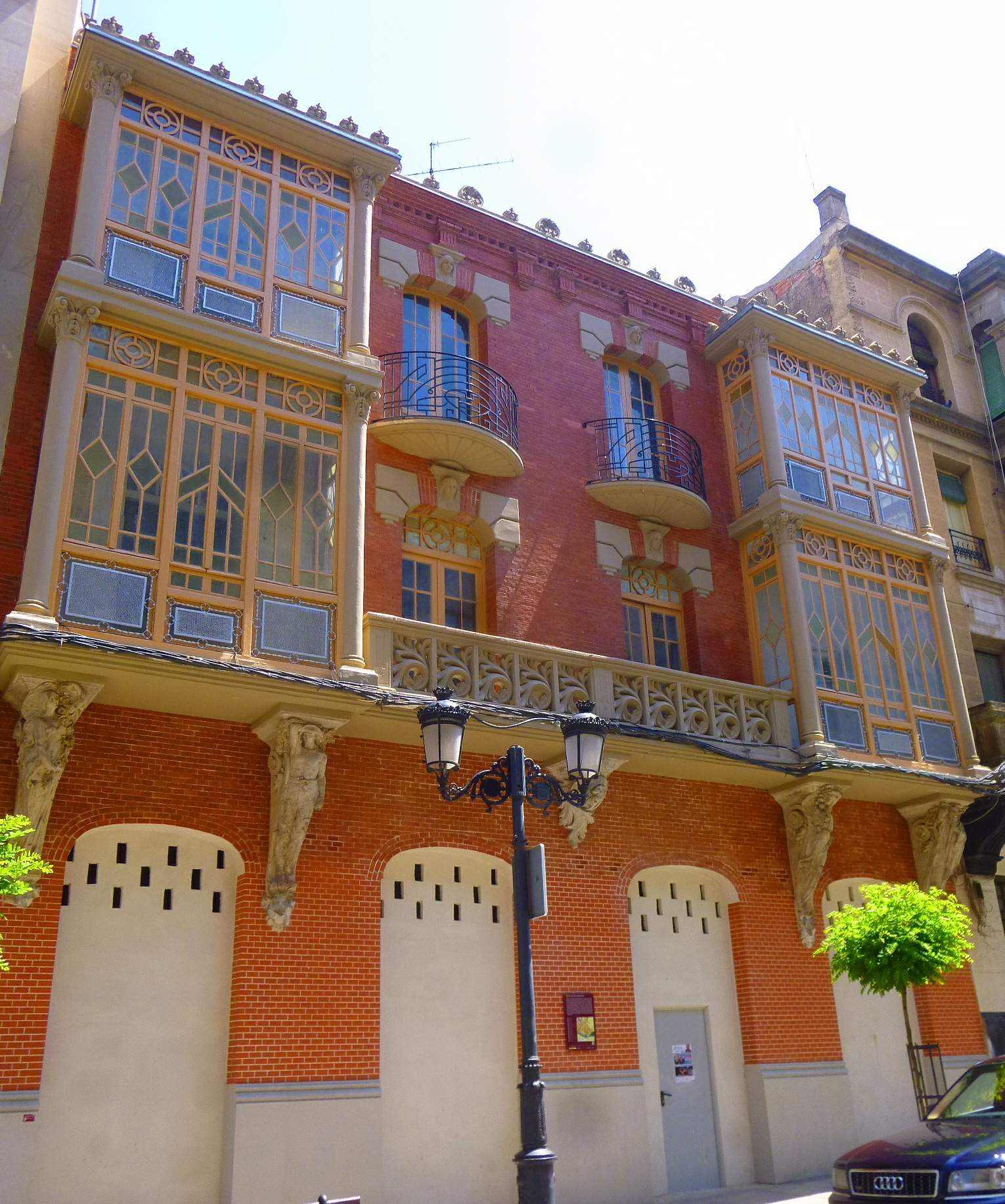
Casa de las Cariátides

### Calahorra y el Camino Jacobeo del Ebro
Calahorra está en el Camino de Santiago del Ebro y es la localidad donde se encuentran más referencias jacobeas. Su patrimonio descubre una rica simbología jacobea. El Crucifijo o Humilladero del siglo XVI es lugar de oración y recogimiento para el romero. Muy cerca está el Santuario del Carmen. La pila bautismal de la Catedral de Santa María, primaria de la Diócesis, muestra los símbolos jacobeos más repetidos, veneras y calabazas. Su puerta plateresca de San Jerónimo también se une a la tradición de Santiago. Destaca un ángel sobre una gran concha que toca la zanfoña, instrumento musical jacobeo. Desde el Palacio Episcopal, por la calle Arrabal, se llega al monasterio de San José. Allí las carmelitas guardan con celo una magnífica talla, La Flagelación de Gregorio Fernández. El peregrino también querrá conocer, sin duda, el templo de advocación jacobea. En la iglesia de Santiago destaca el magnífico retablo del altar mayor, con la imagen del Apóstol. También en el casco histórico están las iglesias de San Andrés y de San Francisco, dónde, a pocos metros se encuentra el albergue municipal de peregrinos.
Los peregrinos vienen de Rincón de Soto. Pueden atravesar la ciudad por diversos caminos, las flechas nos llevan al Crucifijo o Humilladero. De ahí a la catedral pasando por El Carmen y La fuente de Los Trece Caños (neoclásica del siglo XIX), para si hace falta refrescarnos. Suben la cuesta de la catedral y si desean descansar y dormir aquí, irán al albergue municipal. De aquí, suben la calle Mayor a la iglesia de Santiago y bajan hasta el ayuntamiento y por el Mercadal pueden ir por Ruiz y Menta hasta la rotonda de la avenida Valvanera, y continuar hasta la carretera de Murillo, pasando antes por la calle San Millán. Cruzarán la vía del ferrocarril y por la calzada romana dejarán Calahorra camino de Alcanadre. Es la Asociación de Peregrinos del Sr. Santiago de Galicia de Calahorra quien vela y protege el tramo de este camino a su paso por la Rioja Baja.

### Gastronomía
La huerta calagurritana proporciona productos de gran calidad y permite comer durante todo el año verduras diferentes. En primavera: habas, guisantes, alcachofas y espárragos; en esta época es habitual degustar la menestra, plato típico elaborado con verduras y cordero. En verano: tomates y lechuga. En otoño: pimientos. Tradicionalmente, en Calahorra se asan en la calle, en hornillas con brasas de leña o carbón vegetal (esta tradición se está perdiendo poco a poco). En invierno: cardo, alcachofa, coliflor, acelga y borraja (apenas conocidas fuera de La Rioja. Hay que destacar, además, que la coliflor de Calahorra tiene Indicación Geográfica Protegida. Todos estos productos se pueden comprar directamente al agricultor en el mercado de origen medieval que se celebra todos los jueves en el Raso.
Para difundir esta rica tradición culinaria se crearon las Jornadas Gastronómicas de la Verdura, que se celebran en abril y en las que los restaurantes elaboran menús especiales con la verdura como base.
También son típicos en Calahorra los platos de cordero, las morcillas dulces con piñones y la casquería, y respecto a la repostería destacan: magdalenas. mantecados, mantecosas y el pastel calagurris, a base de almendra.

### Deportes
Hay un equipo de fútbol local en la segunda división B (1923-2018) el Club Deportivo Calahorra, que juega en el estadio La Planilla, que es el segundo más grande de La Rioja, consta 4200 plazas. El CD Calahorra ha militado bastantes temporadas en segunda división B española y ha estado a punto de subir a segunda división. A su vez cuenta con un filial el Club Deportivo Calahorra B
La ciudad posee varios pabellones deportivos, como el pabellón Europa, los del polideportivo Juventud y el frontón Barberito II.
Hay también equipos de balonmano, baloncesto, fútbol sala, etc.
Cómo preludio de las Jornadas de la Verdura (abril) se celebra la Carrera Popular Calahorra Ciudad de la Verdura, de 10 km y sobre un circuito urbano de tres vueltas homologado por la RFEA.
Cada 31 de diciembre se celebra la San Silvestre, una carrera de participación popular. Discurre desde el polideportivo Juventud, a la plaza del Raso y vuelve otra vez al comienzo (6 km). Los niños realizan este recorrido solo en su parte final, con salida en la plaza del Raso (3 km).

## Localidades hermanadas
Calahorra está hermanada con las siguientes poblaciones a las que se les han dedicado unas plazas con sus nombres.
- Monte Compatri (Italia): el hermanamiento se realizó el día 24 de octubre de 1998. El nexo de unión es que en el convento de San Silvestro de esta ciudad italiana descansan los restos del Venerable Juan de Jesús María, religioso calagurritano que fue Prepósito General de la Orden del Carmelo.
- Haussa (República Árabe Saharaui Democrática): fruto de la solidaridad entre los pueblos, el ayuntamiento de Calahorra decidió en 1996 realizar este hermanamiento cuyo objetivo es el apoyo al pueblo saharaui en su lucha por la independencia.[58]
- Caussade (Francia): este hermanamiento se acordó debido a los múltiples intercambios de estudiantes de ambas ciudades. Se realizó durante la alcaldía de Mª Antonia San Felipe, en 1991.